# Стародавній Єгипет
29°48′ пн. ш. 31°18′ сх. д. / 29.8° пн. ш. 31.3° сх. д.
Стародавній Єгипет — цивілізація в стародавній Північній Африці, яка охоплювала територію в нижній течії річки Ніл на місці сучасної країни Єгипет. Стародавня єгипетська цивілізація сформувалась у процесі розвитку доісторичного Єгипту як єдине ціле близько 3100 р. до н. е. (згідно з загальноприйнятою єгипетською хронологією) під час політичного об'єднання Верхнього і Нижнього Єгипту за правління Менеса (якого часто ототожнюють з Нармером). Історію Стародавнього Єгипту поділяють на кілька стійких царств, розділених періодами відносної нестабільності, відомими як перехідні періоди: Стародавнє царство за ранньої бронзової доби, Середнє царство за середньої бронзової доби і Нове царство за пізньої бронзової доби.
Вершини своєї могутності Єгипет досяг за часів Нового царства, коли він мав владу над Нубією і значною частиною Близького Сходу, після чого увійшов у період повільного занепаду. Упродовж історії низка чужоземних держав завойовувала і підкорювала Єгипет, зокрема гіксоси, лівійці, нубійці, ассирійці, ахеменідські перси, македонці під проводом Александра Македонського. Грецьке Птолемейське царство, що утворилося після смерті Александра, правило Єгиптом до 30 р. до н. е., коли за часів Клеопатри воно зазнало поразки від Римської імперії і стало римською провінцією.
Успіх давньоєгипетської цивілізації частково пояснюється її здатністю пристосувати долину Нілу до сільського господарства. Прогнозовані розливи Нілу і регульоване зрошення родючої долини давали надлишкову сільськогосподарську продукцію, яка підтримувала більшу щільність населення і, як наслідок, розвиток суспільства і культури. Завдяки надлишку ресурсів адміністрація спонсорувала видобуток корисних копалин у долині та навколишніх пустельних регіонах, ранній розвиток незалежної письмової системи, організацію колективних робіт та проєкти у сільському господарстві, торгівлю з навколишніми регіонами, а також військове мистецтво, спрямоване на утвердження єгипетського панування. Мотивували й організовували цю діяльність елітні писарі, релігійні лідери та адміністратори під контролем фараона, який гарантував співробітництво і єдність єгипетського народу в контексті складної системи релігійних вірувань.
До багатьох досягнень стародавніх єгиптян належать: гірництво, інженерні та будівельні технології, завдяки яким відбувалося спорудження монументальних пірамід, храмів і обелісків; система математики, практична та ефективна система медицини, система зрошення і технології сільськогосподарського виробництва, перші відомі дощаті човни, єгипетський фаянс і технології виробництва скла, нові форми літератури, а також найперша відома мирна угода, укладена з хеттами. Стародавній Єгипет залишив невмирущу спадщину. Його мистецтво й архітектура широко копійовані, а його давні артефакти потрапили до далеких куточків світу. Багато століть його монументальні руїни надихали уяву мандрівників і письменників. Цікавість до старовини та археології з боку європейців і єгиптян, яка виникла на початку нового часу, породила наукові дослідження єгипетської цивілізації і призвела до ширшого визнання її культурної спадщини.

## Історія

Мапа Стародавнього Єгипту, на якій показано головні міста і об'єкти династичного періоду (бл. 3150 р. до н. е. — 30 р. до н. е.)

Більшу частину часу, відколи триває людське життя на землях Єгипту, його життєдайною артерією був Ніл. На його родючих заплавах люди розвинули осіле землеробське господарство і побудували централізоване суспільство, яке стало наріжним каменем в історії людської цивілізації. Сучасні люди, а саме кочові мисливці і збирачі, оселились у долині Нілу наприкінці середнього плейстоцену, приблизно 120 000 років тому. Наприкінці періоду палеоліту посушливий клімат Північної Африки ставав дедалі жаркіший і сухіший, тож місце проживання людей у цьому регіоні звузилось до району вздовж річки.

### Додинастичний період

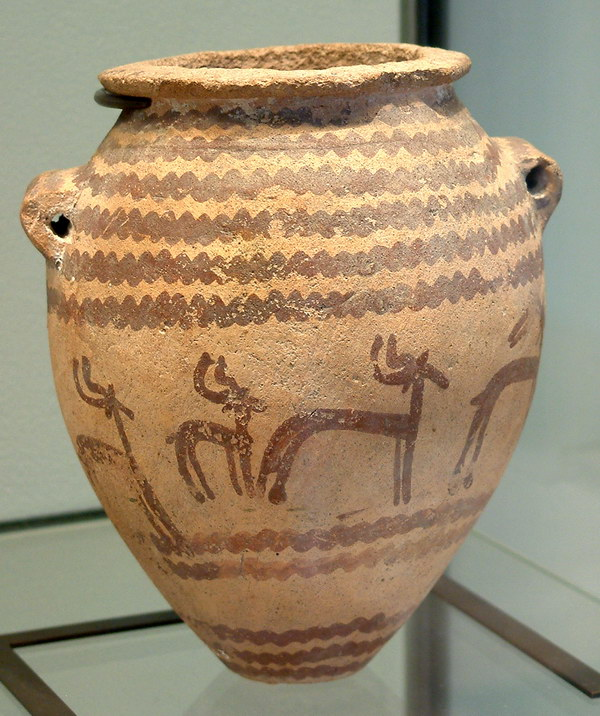
Типова ваза періоду Накада II, прикрашена малюнками газелей (додинастичний період).

У додинастичні й ранньодинастичні часи єгипетський клімат був більш вологим, ніж сьогодні. На просторих теренах теперішнього Єгипту тоді була лісиста савана, якою мігрували стада копитних. У всіх околицях був значно багатший рослинний і тваринний світ, а в регіоні Нілу селились великі популяції водоплавних птахів. У ті часи єгиптяни, які традиційно були мисливцями, вперше одомашнили багатьох тварин.
Близько 5500 року до н. е. невеликі племена, що жили в долині Нілу, розвинулись у низку культур, які вже добре освоїли сільське господарство й тваринництво. Їх можна ідентифікувати за наскельними малюнками, гончарними виробами і особистими речами, наприклад, гребінцями, браслетами і намистом. Найбільшою з цих ранніх культур у верхньому (південному) Єгипті була Бадарійська, яка, ймовірно, зародилася в Західній пустелі. Вона відома своєю високоякісною керамікою, кам'яними знаряддями й використанням міді.

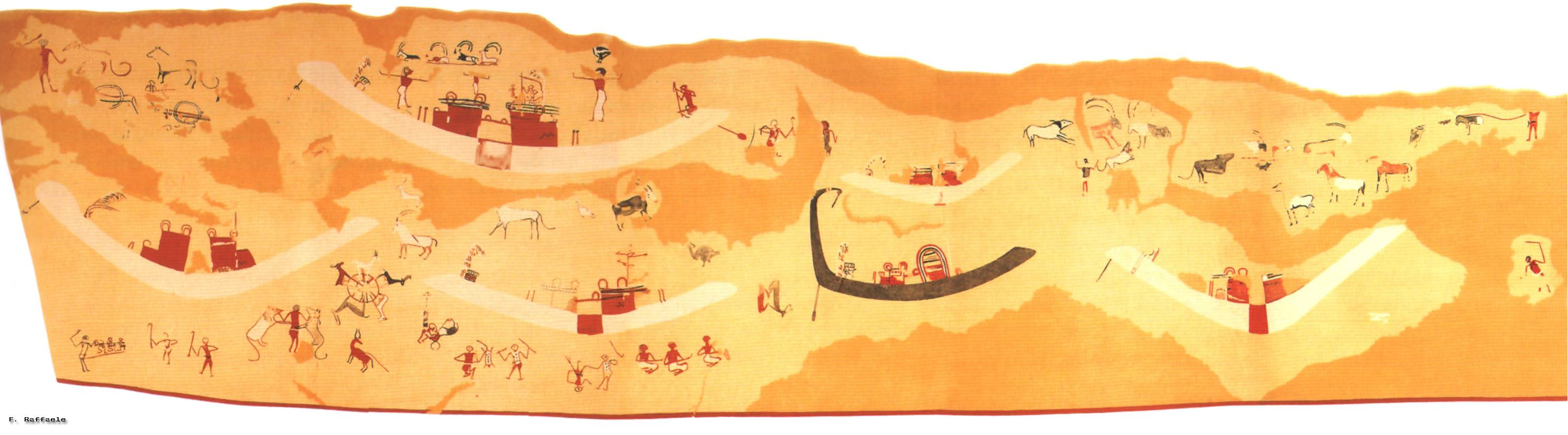
Ранній розпис гробниці в Нехені, бл. 3500 р. до н. е., Накада, можливо Герзейська культура

На зміну Бадарійській культурі прийшли Амратська (Накада I) і Герзейська (Накада II) культури. Вони принесли низку технологічних удосконалень. Ще в період Накада I додинастичні єгиптяни імпортували з Ефіопії обсидіан, використовуючи його для виробництва лез та інших предметів з кам'яних лусок. У період Накада II з'являються перші свідчення про наявність контактів з Близьким Сходом, особливо з узбережжям Ханаану і Біблу. За час близько 1000 років культура Накада розвинулася з декількох невеликих землеробських громад у могутню цивілізацію, лідери якої повністю контролювали населення й ресурси долини Нілу. Встановивши центри влади в Нехені (який греки називали Ієраконполем), а потім в Абідосі, лідери Накада III поширили свій контроль над Єгиптом на північ уздовж Нілу. Крім того, вони торгували з Нубією на півдні, оазами Лівійської пустелі на заході, а також культурами Східного Середземномор'я і Близького Сходу на сході.
Культура Накада залишила по собі велике розмаїття артефактів, що свідчать про зростання влади й багатства еліти, а також особисті речі, як-от гребінці, дрібні статуетки, мальовану кераміку, декоративні кам'яні вази високої якості, косметичні палети, ювелірні вироби із золота, лазуриту й слонової кістки. Ще один їхній винахід — полива, відома як єгипетський фаянс, якою в римський період прикрашали чаші, амулети і статуетки. Під час останньої додинастичної фази в культурі Накада з'явились перші писемні знаки, які зрештою розвинулись у повноцінну систему ієрогліфів для запису давньоєгипетської мови.

### Ранньодинастичний період (бл. 3150–2686 до н.е.)
Ранньодинастичний період тривав приблизно одночасно з шумеро-Аккадською цивілізацією в Межиріччі та еламською в Ірані. Єгипетський жрець Манефон, що жив у III столітті до н. е., розбив довгу послідовність фараонів від Менеса до свого часу на 30 династій, і ця система досі у вжитку. Історію він почав з царя на ім'я «Мені» (або ж, грецькою, Менес), який, як вважалося, об'єднав два царства Верхнього і Нижнього Єгипту.

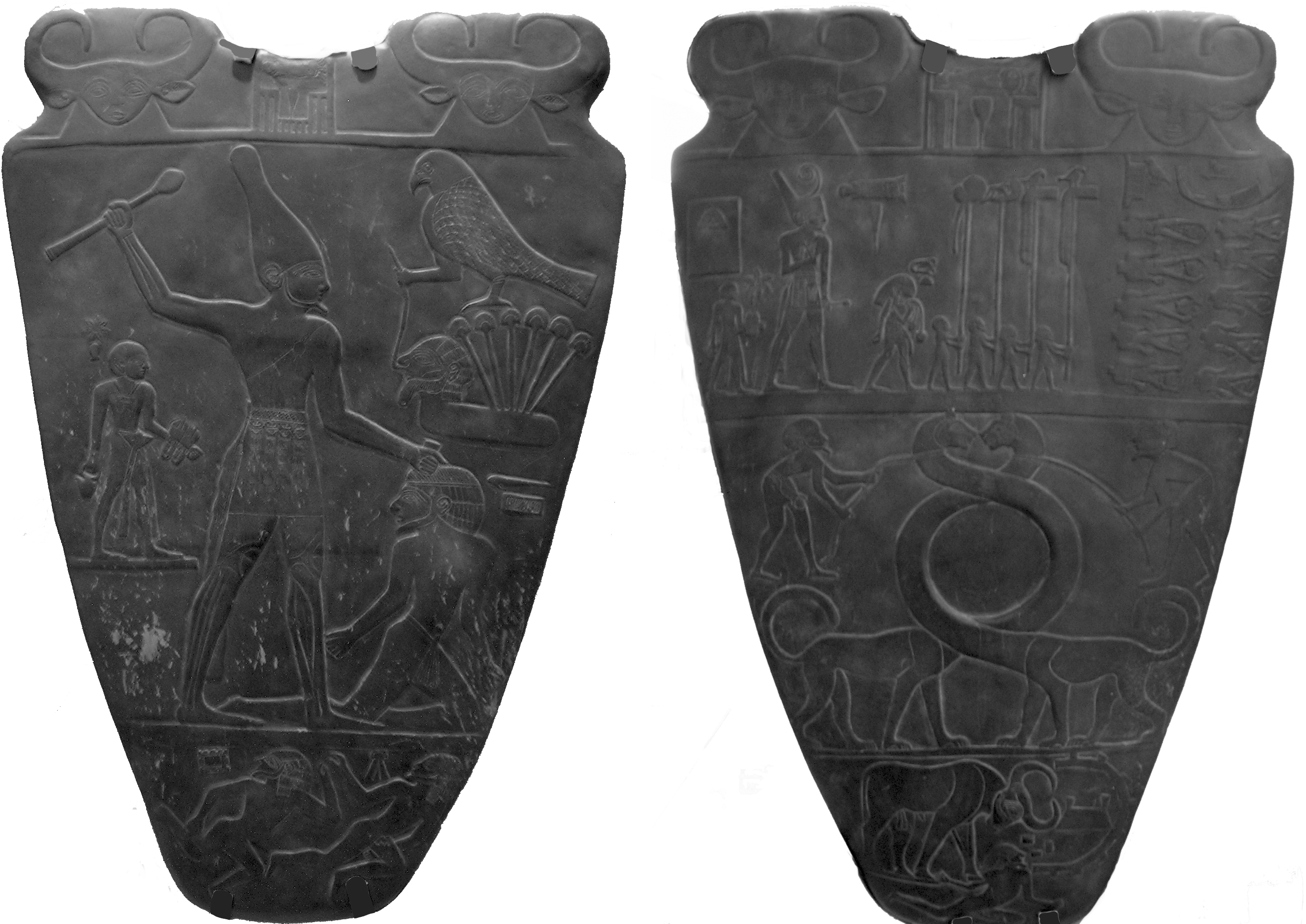
Палета Нармера, на якій зображено об'єднання Обох Земель.

Перехід до єдиної держави відбувся не так швидко, як це змальовували давньоєгипетські письменники. Відсутні будь-які прижиттєві записи про Менеса. Проте деякі науковці нині ототожнюють міфічного Менеса з Нармером, зображеним у царських регаліях на церемоніальній палеті Нармера, у символічному акті злуки. Під час ранньодинастичного періоду, який почався приблизно 3000 р. до н. е., перший із династичних фараонів зміцнив контроль над Нижнім Єгиптом, заснувавши столицю в Мемфісі, з якої міг керувати трудовими ресурсами й сільським господарством родючої дельти, а також контролювати дохідні й незамінні торгові шляхи до Леванту. Свідченням дедалі більшої міці та багатства царів ранньодинастичного періоду стало будівництво в Абідосі складних мастабових гробниць і похоронних культових споруд, призначених для вшанування обожненого царя після його смерті. Сильний інститут царювання, розроблений царями, слугував для легітимізації державного контролю над землею, працею і ресурсами, без яких не могла існувати й розвиватися цивілізація Стародавнього Єгипту.

### Стародавнє царство (2686–2181 до н.е.)
Завдяки добре розвиненому централізованому управлінню збільшувалась продуктивність сільського господарства і, як наслідок, зростало населення. Усе це сприяло великим здобуткам у галузі архітектури, мистецтва й технології, здійсненим в епоху Стародавнього царства. Саме на цей час припадають такі вершинні досягнення Стародавнього Єгипту, як піраміди Гізи і Великий Сфінкс. Під керівництвом візира державні чиновники збирали податки, координували проєкти зрошування для підвищення врожайності, вербували селян на будівельні роботи, а також створили судову систему для підтримки миру й порядку.

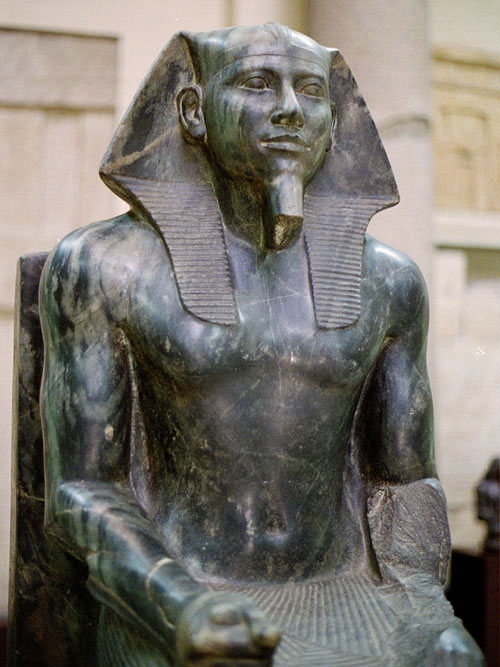
Хефрен на троні

Зі зростанням значення централізованого управління в Єгипті постав новий клас освічених писарів і чиновників, яким цар надавав володіння в оплату за послуги. Крім того, царі дарували земельні ділянки своїм похоронним культам і місцевим храмам, щоб забезпечити ці установи ресурсами для поклоніння цареві після його смерті. На думку науковців п'ять століть цих практик поступово підривали економічну життєздатність Єгипту, і економіка вже не могла дозволити собі утримувати велике централізоване управління. Із послабленням царської влади місцеві правителі, звані номархами, почали заперечувати вищість влади царя. Вважають, що разом із сильними посухами між 2200 і 2150 роками до н. е. це спричинило настання в країні 140-літнього періоду голоду й розбрату, знаного як перший перехідний період.

### Перший перехідний період (2181–2055рр. до н.е.)
Після колапсу центрального уряду Єгипту наприкінці Стародавнього царства адміністрація вже не могла підтримувати або стабілізувати економіку країни. Місцеві правителі не могли розраховувати на допомогу царя в період кризи, а нестача продовольства та політичні суперечки спричинили голод і дрібні громадянські війни. Проте попри складні проблеми незалежні від фараона місцеві лідери, які вже не мусили платити данину фараонові, могли витрачати ці кошти на творення квітучої культури. Заволодівши власними ресурсами, провінції розбагатіли, про що свідчать більші й кращі поховання всіх соціальних верств. У творчих поривах провінційні ремісники прийняли і адаптувати культурні мотиви, які раніше належали тільки фараонам Стародавнього царства, а писарі розробили літературні стилі, в яких висловили оптимізм і оригінальність того періоду.
Вільні від підпорядкування царю місцеві правителі почали змагатися один з одним за контроль над територією і за політичну владу. До 2160 р. до н. е. правителі в Гераклеополі вже контролювали Нижній Єгипет на півночі, тоді як клан їхніх суперників, заснований у Фівах сім'єю Ініотефа I, встановив контроль над Верхнім Єгиптом на півдні. Посилення влади клану Ініотефа і поширення його контролю на північ зробило неминучим зіткнення між двома супротивними династіями. Приблизно 2055 року до н. е. північні фіванські війська під командуванням Ментухотепа II зрештою перемогли правителів Гераклеополя, возз'єднавши Обидві Землі. Розпочався період економічного і культурного відродження, знаного як Середнє царство.

### Середнє царство (2134–1690 до н.е.)

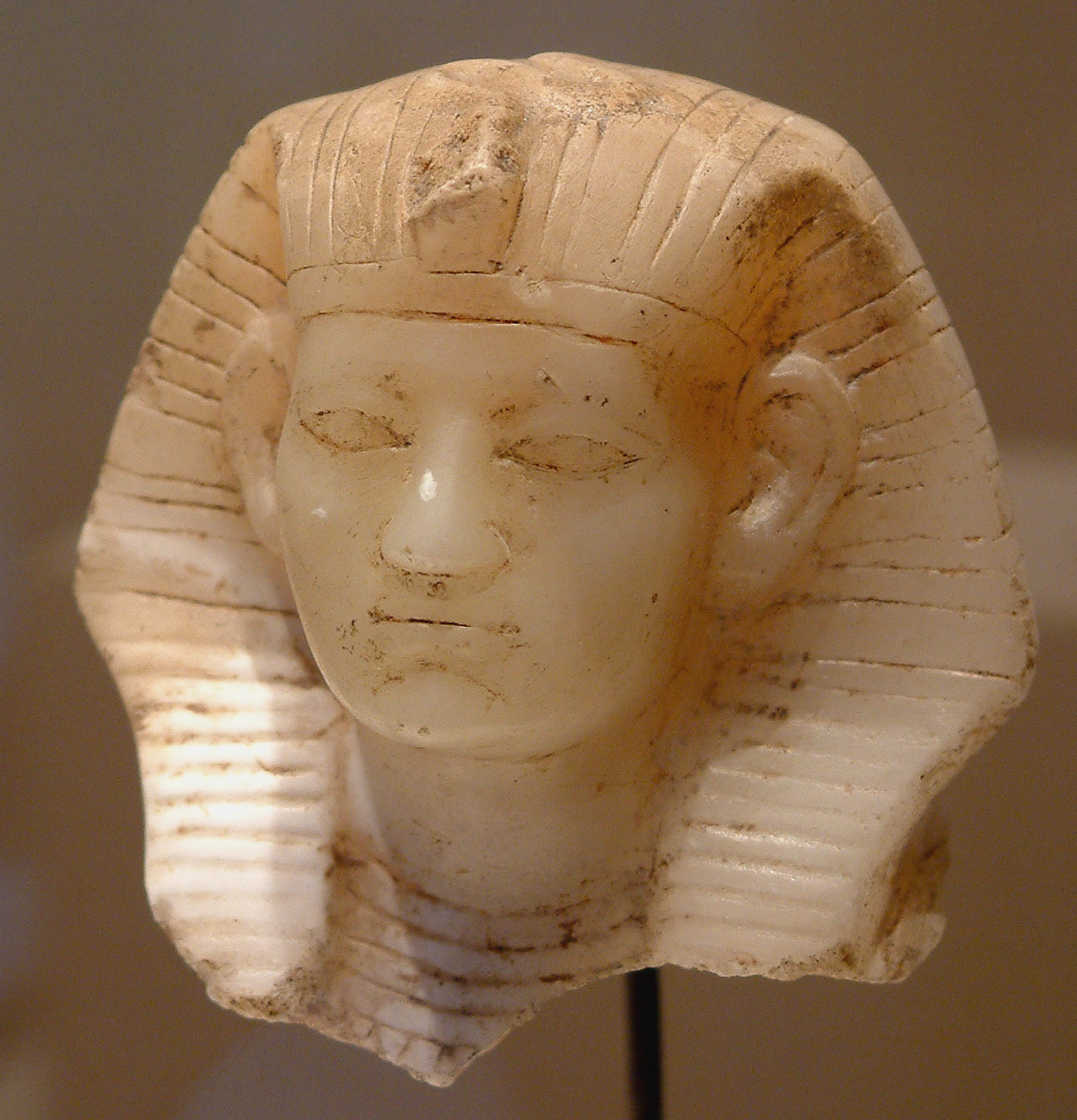
Аменемхет III, останній великий правитель Середнього царства

Фараони Середнього царства відновили в країні стабільність і процвітання, завдяки чому відродилось мистецтво, література та будівництво монументальних об'єктів. Ментухотеп II і його наступники з одинадцятої династії царювали у Фівах. Однак візир Аменемхет I, вступивши на царство на початку дванадцятої династії приблизно 1985 року до н. е., переніс столицю до міста Іті-тауї, розташованого у Фаюмській оазі. Правлячи з Іті-тауї, царі дванадцятої династії провели далекоглядні заходи з меліорації та іригації, щоб збільшити сільськогосподарське виробництво в регіоні. Більше того, в Нубії було відвойовано територію, багату на каменоломні та золоті копальні, тим часом як робітники звели в Східній дельті оборонні споруди, знані як «Стіни правителя», для захисту від нападів зовні.
Коли країна опинилась під військовим і політичним захистом царів, які володіли величезними сільськогосподарськими і мінеральними багатствами, настав розквіт населення, мистецтва та релігії. Якщо у Стародавньому царстві ставлення до богів було елітарним, то в Середньому царстві на передній план виходить вираження особистої побожності. Література цього періоду, написана впевненим і виразним стилем, оперує складними темами й персонажами. Майстри барельєфного й скульптурного портретів досягли нових висот досконалості, навчились вловлювати тонкі, індивідуальні риси.
Останнім великим правителем епохи Середнього царства був Аменемхет III. Він дозволив семітомовним ханаанським переселенцям із Близького Сходу селитися в районі дельти, щоб забезпечити достатньою робочою силою свої особливо активні гірничодобувні та будівельні кампанії. Утім, ця масштабна діяльність разом із сильними розливами Нілу в останні роки його царювання виснажили економіку й прискорили повільний занепад до другого проміжного періоду, який припав на тринадцяту й чотирнадцяту династії. Під час цього спаду ханаанські поселенці почали дедалі сильніше контролювати область дельти й зрештою прийшли до влади в Єгипті як гіксоси.

### Другий перехідний період (1674–1549 до н.е.) і гіксоси
Близько 1785 р. до н. е., коли влада царів Середнього царства ослабла, вихідці із Західної Азії, звані гіксосами, які вже осіли в дельті, захопили Єгипет і заснували свою столицю під назвою Аваріс, змусивши колишній центральний уряд відступити у Фіви. Фараона вважали васалом, і він повинен був сплачувати данину. Гіксоси («чужоземні правителі») перебрали єгипетські моделі правління і вважали себе царями, таким чином запозичивши єгипетські елементи у свою культуру. Вони та інші завойовники принесли в Єгипет нові види зброї, зокрема композитний лук і запряжену кіньми колісницю.
Відступивши на південь, тубільні фіванські царі опинилися в пастці між ханаанськими гіксосами, що правили на півночі, і нубійськими союзниками гіксосів, кушитами, на півдні. Після багатьох років васалітету, Фіви зібрали достатньо сил, щоб кинути виклик гіксосам у конфлікті, який тривав понад 30 років, до 1555 року до нашої ери. Царі Таа II Секененра і Камос зрештою спромоглися перемогти нубійців на півдні Єгипту, але не змогли перемогти гіксосів. Це завдання лягло на плечі камосового наступника Яхмоса I, який успішно провів низку кампаній, чим остаточно викорінив гіксосів із Єгипту. Він заснував нову династію, яка стала першою в Новому царстві. У ньому військові справи стали пріоритетом фараонів, які прагнули розширити межі Єгипту й намагалися запанувати на Близькому Сході.

### Нове Царство (1549–1069 до н.е.)

Максимальні територіальні володіння Стародавнього Єгипту (XV ст. до н. е.)

Фараони Нового царства забезпечили захист кордонів і зміцнили дипломатичні відносини зі своїми сусідами, зокрема імперією Мітанні, Ассирією і Ханааном. Цим вони встановили період небаченого розквіту. Завдяки військовим кампаніям, що їх вели Тутмос I і його онук Тутмос III, фараони тепер правили найбільшою імперією, яку Єгипет доти бачив. За правління Мернептаха правителі Єгипту стали іменувати себе фараонами, а не просто царями.

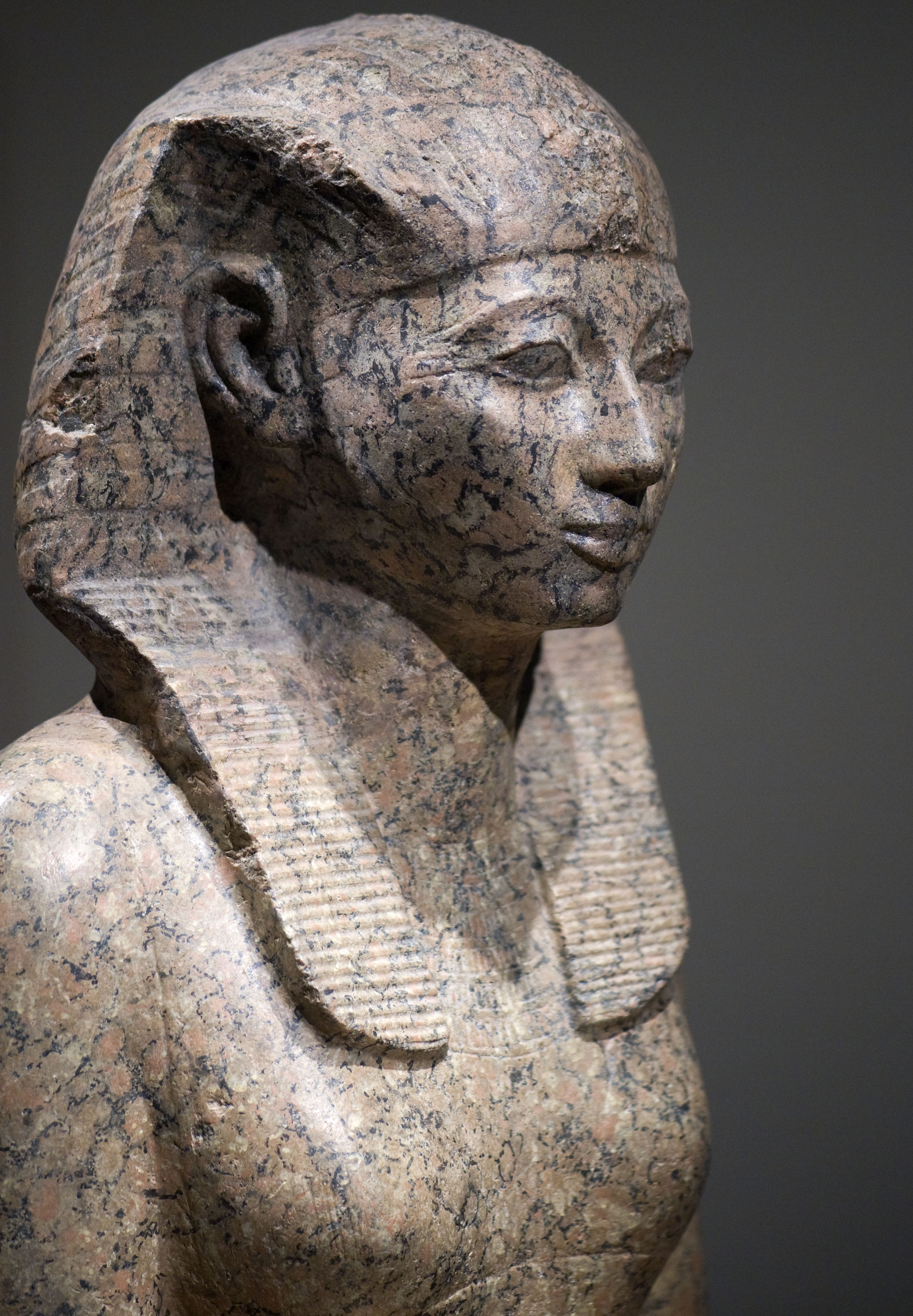
Кам'яна статуя Хатшепсут

Між їхніми правліннями цариця Хатшепсут, яка зарекомендувала себе як фараон, запустила багато будівельних проєктів, зокрема з відновлення пошкоджених гіксосами храмів, і посилала торгові експедиції до Пунту та Синаю. На момент смерті Тутмоса III 1425 року до н. е. Єгипет був імперією, що простягалася від Нії на північному заході Сирії до четвертого порогу Нілу в Нубії, із міцною відданістю підлеглих та доступом до критично важливого імпорту, як-от бронзи й дерева.
Фараони Нового царства почали масштабну кампанію з просування бога Амона, чий дедалі сильніший культ базувався в Карнаці. Крім того, вони будували пам'ятники для прославлення своїх досягнень, як реальних, так й уявних. Карнакський храм є найбільшим єгипетським храмом з-поміж будь-коли побудованих.
Близько 1350 р. до н. е. на престол зійшов Аменхотеп IV і здійснив цілу низку радикальних і хаотичних реформ, чим поставив під загрозу стабільність Нового царства. Змінивши своє ім'я на Ехнатон, він запровадив раніше маловідоме сонячне божество Атона як верховне божество, заборонив поклоніння більшості інших божеств, і переніс столицю в нове місто Ахетатон (сучасна Амарна). Він цілковито віддався своїй новій релігії та художньому стилю. По його смерті культ Атона скоро занепав і відновився традиційний релігійний порядок. Наступні фараони, Тутанхамон, Ай і Хоремхеб, робили все для того, щоб стерти всі згадки про єресь Ехнатона, знану тепер як Амарнський період.

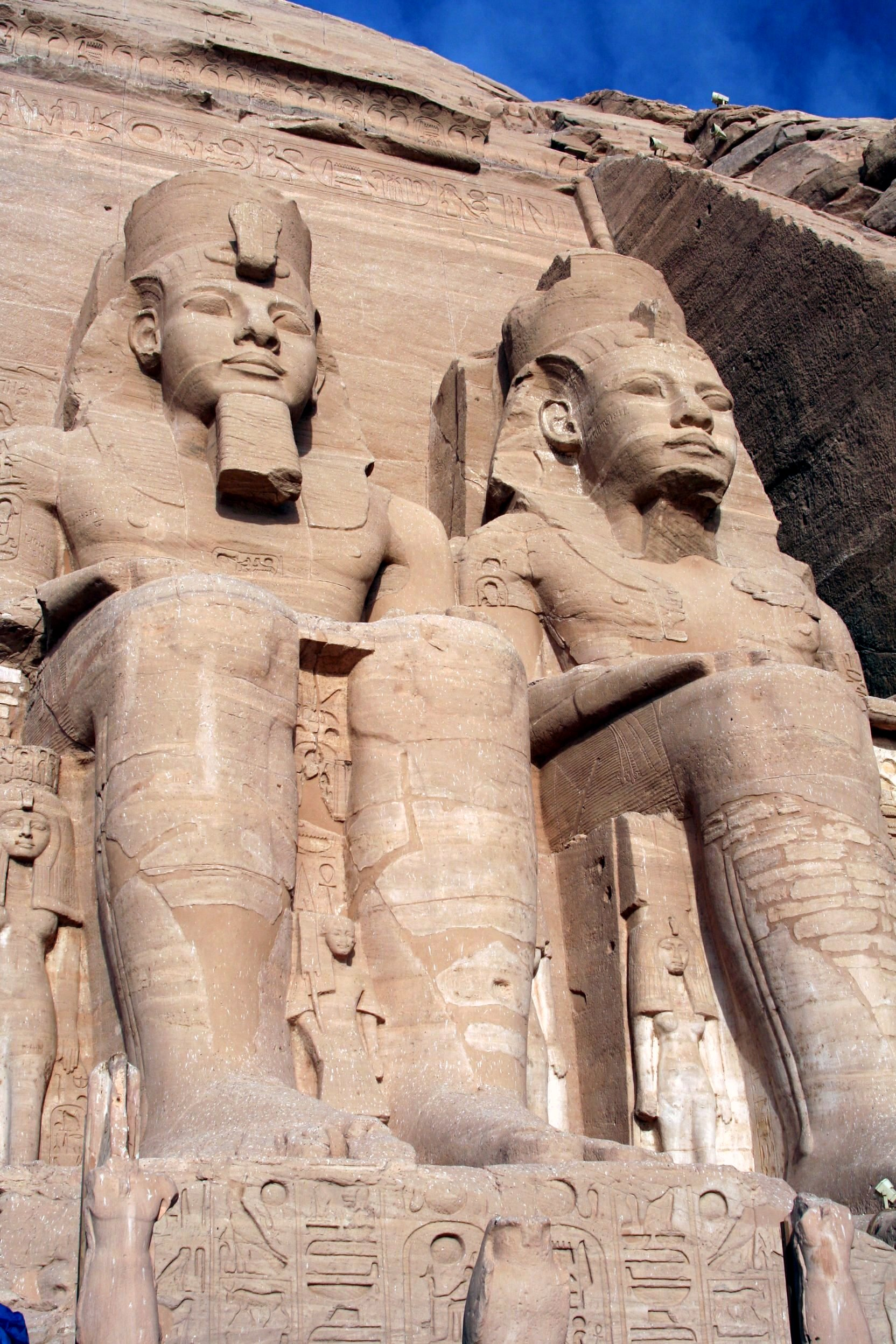
Чотири колосальні статуї Рамсеса II по боках від входу до храму Абу-Сімбел

Близько 1279 р. до н. е. на трон зійшов Рамсес II, знаний ще як Рамсес Великий. Він побудував більше храмів, звів більше статуй та обелісків і зачав більше дітей, ніж будь-який інший фараон в історії. Сміливий військовий лідер, Рамсес II повів свою армію проти хеттів у битві при Кадеші (у сучасній Сирії) і, після того, як бій не виявив переможця, зрештою погодився на перший в історії зафіксований мирний договір, близько 1258 року до нашої ери.
Багатство Єгипту, однак, зробило його привабливою мішенню для вторгнень, зокрема, лівійських берберів на Заході, а також народів моря (за припущеннями конфедерації моряків з Егейського моря). Спочатку військовим вдавалося відбивати ці навали, але зрештою Єгипет втратив контроль над залишком своїх територій на півдні Ханаану, значна частина яких дісталась ассирійцям. Дії зовнішніх загроз посилювалися внутрішніми проблемами, як-от корупцією, пограбуваннями гробниць і громадянськими заворушеннями. Повернувши собі владу, верховні жерці в храмі Амона-Ра у Фівах накопичили великі землі й багатства, і їх розширені повноваження розкололи країну під час третього проміжного періоду.

### Третій перехідний період (1069–653 до н.е.)
Після смерті Рамсеса XI в 1078 р. до н. е. Смендес узяв владу над північною частиною Єгипту, правлячи з міста Таніс. Південь був під фактичним контролем верховних жерців Амона у Фівах, які визнавали Смендеса лише номінально. У цей час у західній частині дельти Нілу оселилися лівійці, чиї вожді почали посилювати свою автономію. 945 р. до н. е. лівійський воєначальник Шешонк I захопив владу в дельті, заснувавши так звану лівійську або Бубаститську династію, яка правила впродовж 200 років. Далі Шешонк поставив членів своєї сім'ї на важливі жрецькі посади в південному Єгипті й здобув контроль над ним. Лівійський контроль почав слабшати разом із тим, як у дельті постала суперницька династія в Леонтополісі, а з півдня почали загрожувати кушити. Приблизно 727 р. до н. е. кушитський цар Піанхі вдерся з півдня, встановив владу над Фівами і, зрештою, над Дельтою.
Далекосяжний престиж Єгипту суттєво підупав наприкінці третього перехідного періоду. Його чужоземні союзники потрапили у сферу впливу Ассирії, і до 700 р. до н. е. війна між двома країнами стала неминучою. Між 671 і 667 р.р. до н. е. ассирійці почали завойовувати Єгипет. Правління Тахарки і його наступника Танутамона проходило у постійному конфлікті з ассирійцями, проти яких Єгипет здобув кілька перемог. Зрештою ассирійці виштовхнули кушитів назад у Нубію, зайняли Мемфіс і розграбували храми Фів.

### Пізній період (653–332 до н.е.)
Ассирійці переклали контроль над Єгиптом на низку васалів, які стали відомі як царі двадцять шостої (Саїської) династії, що правили з нової столиці Саїсу. У 653 р. до н. е. саїський цар Псамметіх I зміг вигнати ассирійців за допомогою грецьких найманців, завербованих на флот. Грецький вплив значно розширився, коли в дельті Нілу греки заснували поліс Навкратіс. За Саїських царів відбулося нетривале, але енергійне відродження економіки та культури. Однак 525 року до н. е. потужні перси, на чолі з Камбісом II, почали своє завоювання Єгипту, зрештою полонивши фараона Псамметіха III в битві під Пелусієм (525 р. до н.е.). Після цього Камбіс офіційно взяв титул фараона, але правив Єгиптом з Ірану, залишивши країну під контролем сатрапа. У V столітті до н. е. відбулося кілька успішних повстань проти персів, але єгиптянам ніяк не вдавалося остаточно скинути персів.
Після анексії Персією Єгипет увійшов у склад перської Імперії Ахеменідів як шоста сатрапія. До неї було приєднано Кіпр та Фінікію. Цей перший період перського панування над Єгиптом, знаний ще як двадцять сьома династія, завершився 402 р. до н. е., коли Єгипет повернув собі незалежність під правлінням тубільних династій. Остання з них, тридцята, виявилася останньою тубільною царською династією Стародавнього Єгипту, закінчившись царюванням Нектанеба II. Коротке відновлення перського панування, яке іноді називають тридцять першою династією, почалося в 343 році до н. е., але незабаром після того, 332 р. до н. е. перський правитель Мазасес без бою передав Єгипет Александрові Македонському.

### Птолемеївський період (332-30 до н.е.)

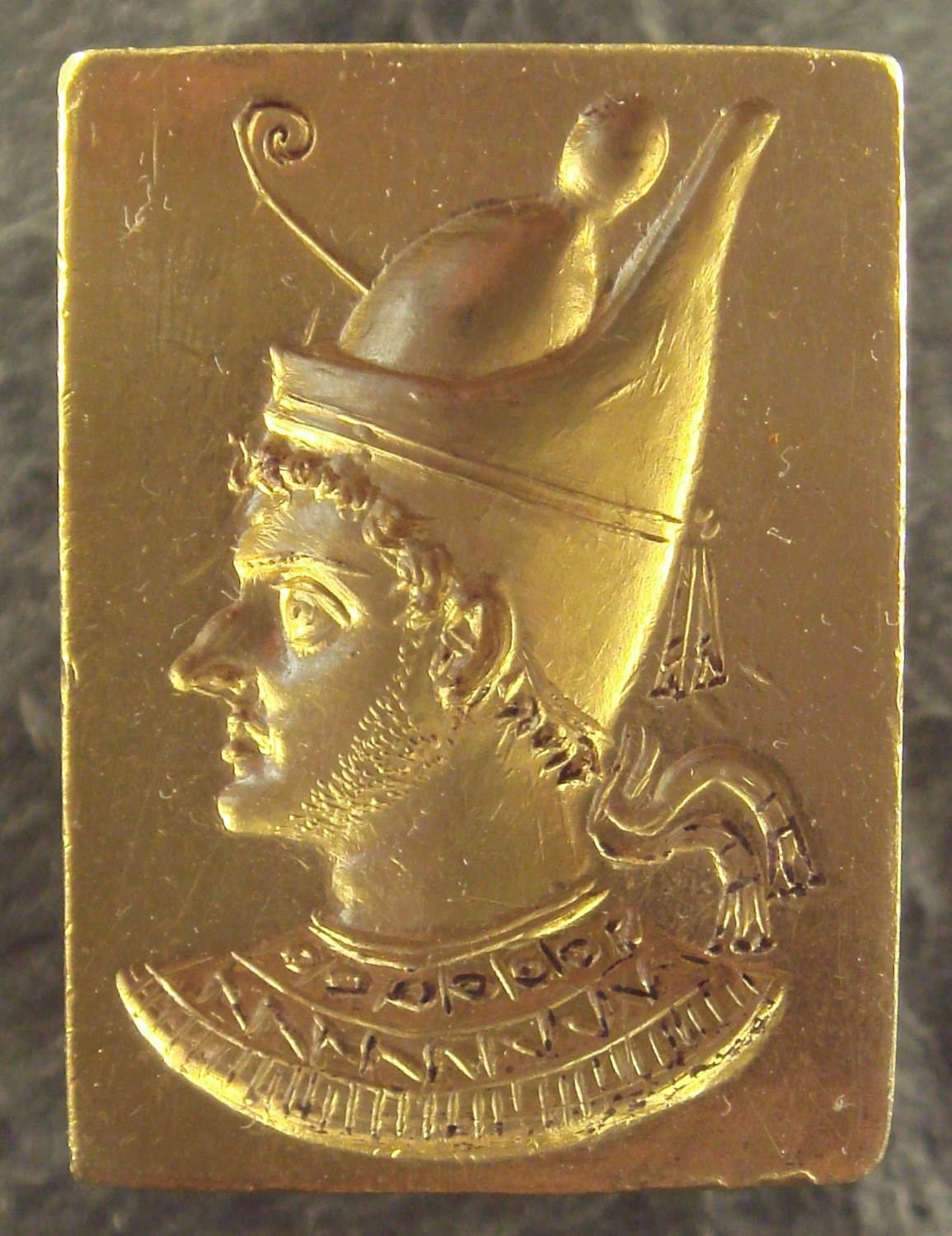
Портрет Птолемея VI Філометора з пшентом на голові

332 року до н. е. Александр Македонський завоював Єгипет майже без опору з боку персів, а єгиптяни вітали його як визволителя. Македонське Птолемейське царство, яким правили наступники Александра, мало в своїй основі єгипетську модель, а новою столицею стала Александрія. Місто стало вітриною могутності та престижу елліністичного правління, навчальним і культурним центром, зосередженим навколо знаменитої Александрійської бібліотеки. Александрійський маяк освітлював шлях численним кораблям, які вели торгівлю через місто, адже Птолемеї зробили своїм пріоритетом торгівлю та прибуткові підприємства, наприклад, виробництво папірусу.
Елліністична культура не витіснила тубільну єгипетську культуру, бо Птолемеї підтримували старовинні традиції, прагнучи здобути відданість населення. Вони будували нові храми в єгипетському стилі, підтримували традиційні культи й зображували себе фараонами. Деякі традиції злилися, утворивши синкретичні грецько-єгипетські божества, наприклад, Серапіс, а класичні зразки грецької скульптури вплинули на традиційні єгипетські мотиви. Попри намагання задобрити єгиптян, перед Птолемеями постали виклики тубільних повстань, гірких сімейних чвар і потужного юрмища Олександрії, яке утворилося після смерті Птолемея IV. Оскільки Рим спирався переважно на імпорт зерна з Єгипту, то римляни виявляли значний інтерес до політичної ситуації в країні. Безперервні єгипетські повстання, амбітні політики та могутні супротивники з Близького Сходу вивели ситуацію з рівноваги, що змусило Рим надіслати війська й зробити країну провінцією своєї імперії.

### Римський період (30.р. до н.е.— 641р. н.е.)

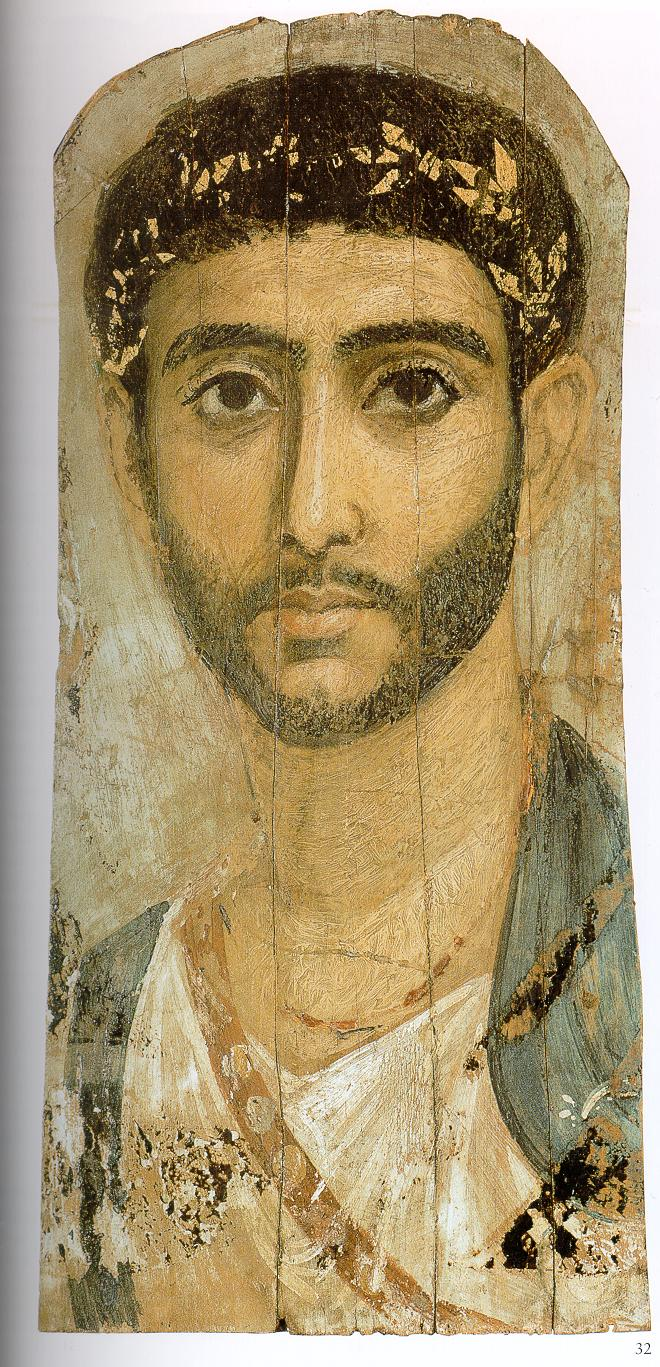
Фаюмські портрети уособлюють зустріч єгипетської та римської культур.

Провінцією Римської Імперії Єгипет став 30 року до н. е., після поразки Марка Антонія і птолемеївської цариці Клеопатри VII від Октавіана (пізніше імператора Августа) в битві при Акції. Римляни сильно залежали від постачання зерна з Єгипту, а римська армія під контролем префекта, якого призначав імператор, придушувала заколоти, суворо змушувала дотримуватися збирання важких податків, а також запобігала нападам бандитів, які тоді стали горезвісною проблемою. Олександрія ставала дедалі важливішим центром на торговому шляху зі Сходу, адже екзотичні предмети розкоші були ходовими в Римі.
Хоча римляни ставилися до єгиптян з більшою ворожістю, ніж греки, але деякі традиції тривали, як-от муміфікація і шанування традиційних богів. Процвітало мистецтво портретів мумій, а деякі римські імператори зображували себе як фараони, хоча й не до тієї міри, як це було за Птолемеїв. Вони жили за межами Єгипту і не виконували церемоніальних функцій Єгипетського царювання. Місцева адміністрація набула римського стилю й була закрита для єгиптян.
Від середини першого століття нашої ери християнство пустило в Єгипті корені. Спочатку його розглядали як ще один культ, який можна прийняти. Однак, це була безкомпромісна релігія, яка прагнула здобути новонавернених з-поміж прихильників єгипетської та греко-римської релігій і загрожувала існуванню популярних релігійних традицій. Це обернулося гоніннями новонавернених християн, кульмінацією яких стали Великі гоніння Діоклетіана, що почались 303 року. Але зрештою християнство перемогло. У 391 році християнський імператор Феодосій запровадив законодавство, за яким було заборонено язичницькі обряди й закрито їхні храми. Олександрія стала ареною великих антиязичницьких бунтів зі знищенням державних та приватних релігійних образів. Як наслідок, тубільна релігійна культура Єгипту занепадала. Корінне населення й далі розмовляло рідною мовою, але вміння читати ієрогліфи поступово зникло разом зі зменшенням ролі жерців і жриць у єгипетських храмах. Язичницькі храми ж часом ставали церквами або ж залишались покинутими в пустелі.
Після поділу Римської імперії в четвертому столітті Єгипет опинився в складі Східної імперії зі столицею в Константинополі. У роки занепаду Імперії Єгипет впав під ударами перської армії Сасанідів (618—628 н. е.) Римський імператор Іраклій (629—639 рр.) відвоював його, але в 639–641 рр. н. е. його захопила мусульманська армія Праведних халіфів, що поклало край римському пануванню.

## Уряд і економіка

### Управління і комерція

Фараона зазвичай зображували разом із символами царювання та влади.

Фараон був абсолютним монархом країни й, принаймні теоретично, повністю контролював її землю та ресурси. Він був верховним воєначальником та главою уряду і спирався на бюрократичний апарат чиновників, щоб вести свої справи. За управління відповідав візир, який був правою рукою фараона, його представником і слідкував за землемірними роботами, скарбницею, будівельними проєктами, правовою системою та архівами. Адміністративно країна поділялась на 42 номи. На чолі кожного ному був номарх, який звітував перед візиром за свою підлеглу територію. Храми становили кістяк економіки. Вони не лише виконували роль молитовних будинків, а й відповідали за збір та зберігання національного багатства в системі комор і скарбниць, що перебували у віданні доглядачів, які перерозподіляли зерно і товари.
Значна частина економіки була централізованою і під строгим контролем. Хоча стародавні єгиптяни не карбували монет до пізнього царства, але мали свого роду грошово-бартерну систему, в якій загальноприйнятими одиницями вартості були стандартні мішки з зерном і дебени, що дорівнювали приблизно 91 грам (3 унція) міді або срібла. Робітникам платили зерном; простий трудівник міг заробити 5 мішків (200 кг або 400 фунтів) зерна на місяць, тоді як майстер міг одержати 7 мішків (250 кг або 550 фунтів). Ціни були фіксовані по всій країні та записані в списки, щоб полегшити торгівлю; наприклад сорочка коштувала п'ять мідних дебенів, тоді як корова — 140 дебенів. Зерно можна було обміняти на інші товари, згідно зі списком фіксованих цін. У V столітті до н. е. з-за кордону в Єгипет прийшли карбовані гроші. Спочатку монети використовувались як стандартизовані зливки дорогоцінного металу, а не справжні гроші, але в наступні століття міжнародні торговці стали покладатися на карбування.

### Соціальний статус

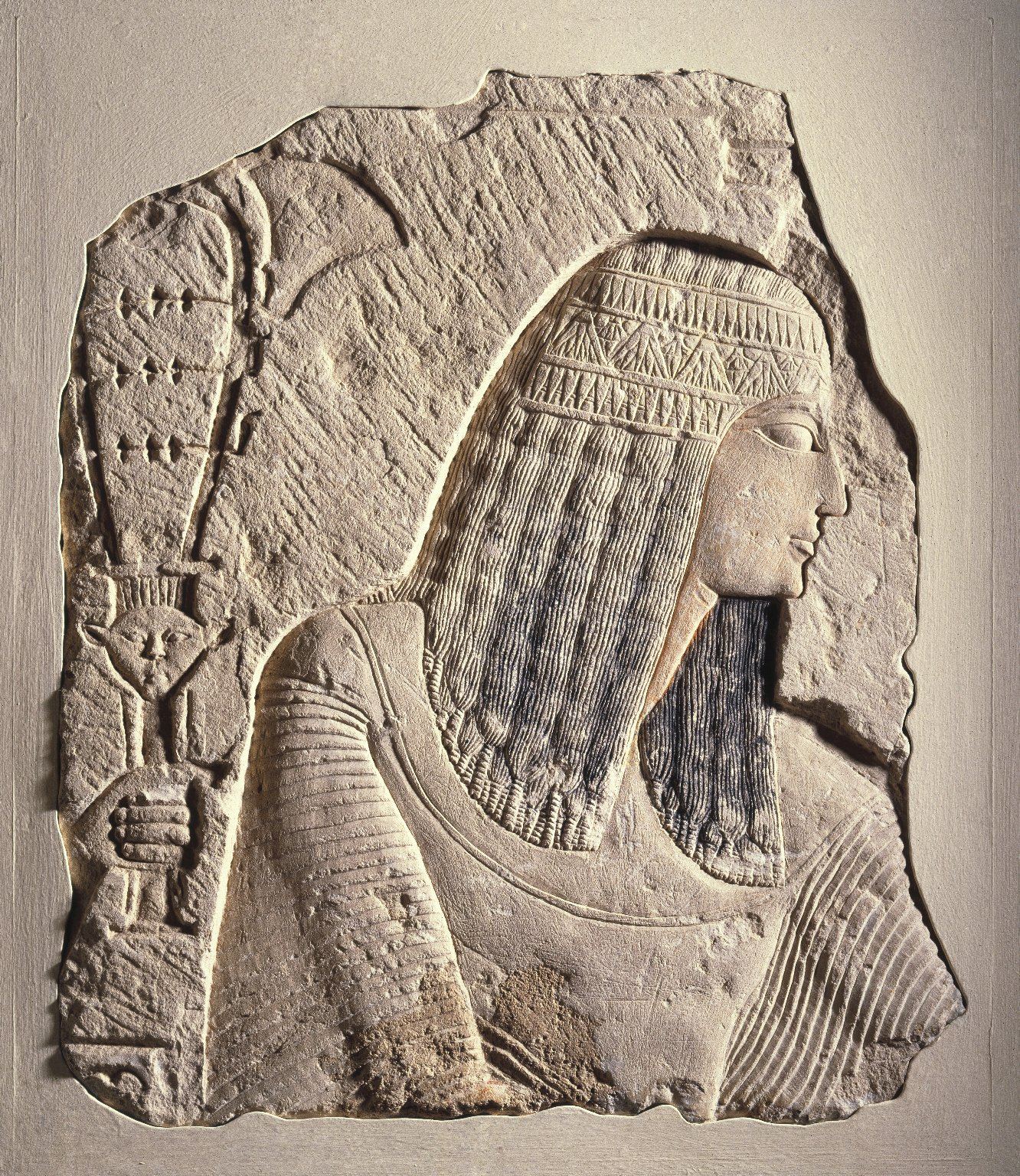
Вапняковий рельєф з зображенням давньоєгипетського вельможі часів Нового Царства

Єгипетське суспільство було сильно розшароване з чітко вираженим соціальним статусом. Землероби становили основну масу населення, але сільськогосподарська продукція належала безпосередньо державі, храмові, або знатній родині, що володіла землею. Землероби мусили сплачувати трудовий податок і були зобов'язані відбувати повинність на іригаційних чи будівельних роботах. Митці та ремісники мали вищий статус ніж селяни, але й вони були під контролем держави, працювали в цехах при храмах і отримували зарплатню безпосередньо з державної скарбниці. Писарі й урядники становили вищий клас, який називають «клас білого кілту», маючи на увазі лляний вибілений одяг, що був ознакою їхнього високого становища. Вищий клас чітко виразив свій соціальний статус у мистецтві та літературі. Нижче за них в соціальній ієрархії були жерці, лікарі та інженери зі спеціальною професійною підготовкою у своїй галузі. Достеменно невідомо, чи існувало в Стародавньому Єгипті рабство в його сучасному розумінні. Щодо цього в літературі є різні думки.

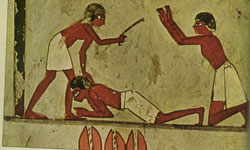
Покарання у Стародавньому Єгипті

Стародавні єгиптяни розглядали чоловіків і жінок усіх соціальних класів як по суті рівних перед законом, і навіть найскромніший селянин мав право клопотати щодо відшкодування перед візиром і його судом. Хоча рабів використовували переважно як найманих слуг, але вони могли купити та продати своє рабство, відробити шлях до свободи й шляхетства, і, здебільшого мали на робочих місцях лікарів. І чоловіки, і жінки мали право володіти власністю і продавати її, укладати договори, вступати у шлюб і розлучатись, отримувати спадщину і вести правові спори в суді. Подружні пари могли спільно володіти власністю й захистити себе від розлучення підписанням шлюбного контракту, в якому обумовлювали фінансові зобов'язання чоловіка перед дружиною та дітьми у разі розірвання шлюбу. Порівняно з представницями своєї статі в Стародавній Греції, Римі й навіть сучасніших місцях по всьому світі, жінки в Стародавньому Єгипті мали ширший діапазон особистого вибору, законних прав і можливостей чогось досягнути. Наприклад, Хатшепсут і Клеопатра VII навіть стали фараонами, тоді як інші жінки мали владу як дружини бога Амона. Попри ці свободи, стародавні єгипетські жінки не часто брали участь в управлінні на офіційних посадах, виконували другорядні ролі в храмах і мали менше шансів стати такими ж освіченими як чоловіки.

### Правова система

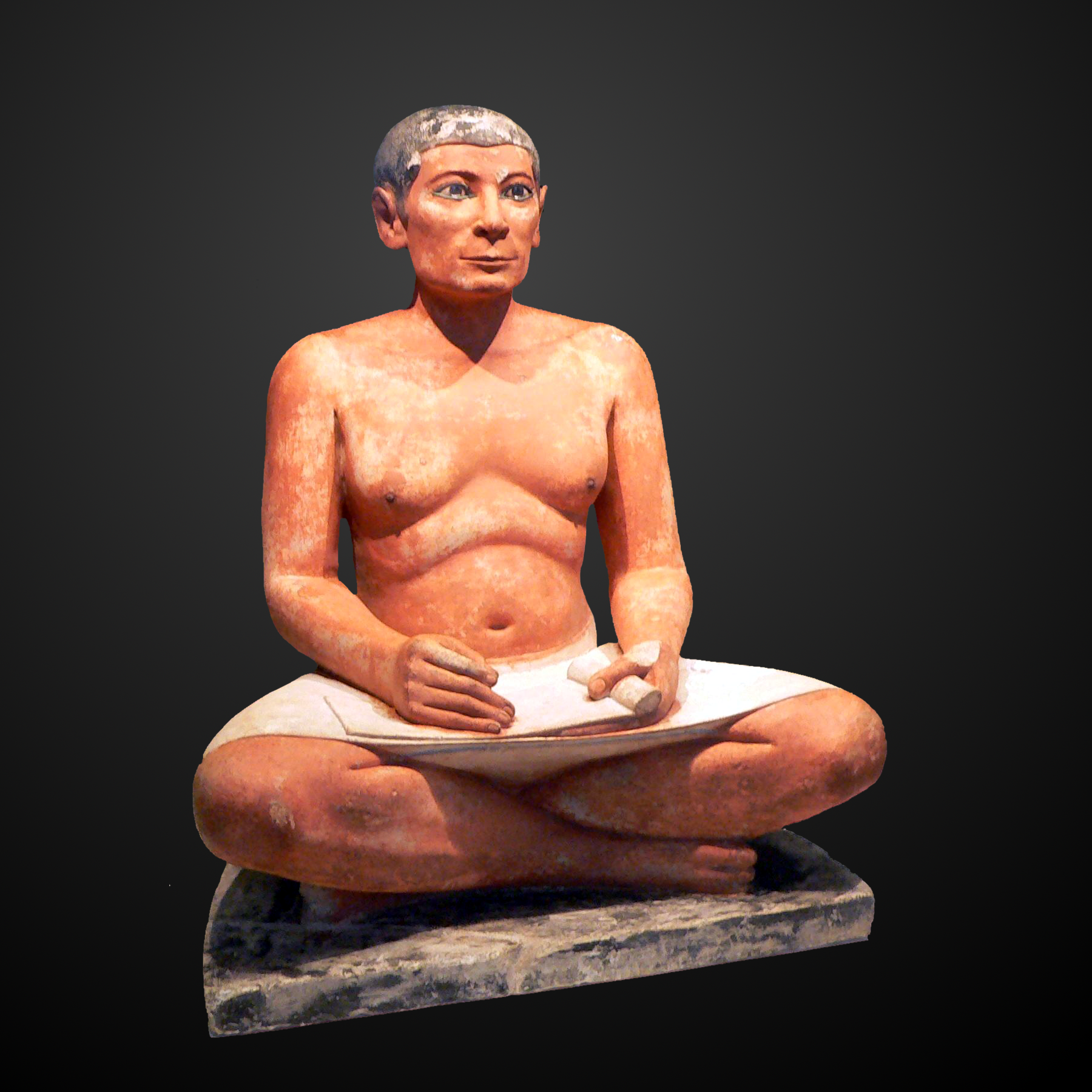
Писар, що сидить із Саккари, п'ята династія; писарі належали до освіченої еліти. Вони рахували податки, вели облік і несли відповідальність за управління.

Главою правової системи офіційно був фараон, який був відповідальний за введення в дію законів, здійснення правосуддя й підтримку закону та порядку, поняття, яке стародавні єгиптяни називали Маат. Хоча від часів Стародавнього Єгипту не збереглось жодного правового кодексу, але судові документи показують, що єгипетський закон ґрунтувався на уявленнях здорового глузду про добро і зло, наголошував радше на досягненні домовленостей і врегулюванні конфліктів, а не строгому дотриманні складного набору статутів. Місцеві ради старійшин, знані в Новому царстві як Кенбет, були відповідальні за вирішення в суді справ, пов'язаних з дрібними претензіями й незначними суперечками. Важливіші справи, як-от вбивства, великі земельні угоди та розграбування могил, належали до компетенції Великого Кенбету, над яким головував візир або фараон. Позивачі та відповідачі повинні були відрекомендуватись і присягнути, що розповіли правду. У деяких випадках держава брала на себе роль і прокурора, і судді, а звинувачуваного могли катувати побоями, щоб дістати визнання чи дізнатись імена спільників. Незалежно від легкості чи тяжкості звинувачень, судові писарі фіксували скаргу, свідчення і вирок, щоб можна було покликатися на цю справу в майбутньому.
Покараннями за дрібні злочини могли бути, залежно від тяжкості скоєного, штраф, побиття, калічення обличчя або вигнання. Тяжкі злочини, наприклад, вбивство і пограбування гробниць, карали смертю через відтинання голови, утоплення або саджання на палю. Покарання ще й могли поширювати на сім'ю злочинця. Починаючи з періоду Нового Царства, важливу роль у правовій системі відігравали оракули, які чинили правосуддя як у цивільних, так і кримінальних справах. Процедура полягала в тому, що у Бога щодо задоволення позову питали «так» чи «ні». Через посередництво одного з жерців Бог ухвалював рішення, вибравши один із варіантів. Жрець міг рухатися взад чи вперед, або ж вказати на одну з відповідей, написаних на аркуші папірусу чи остраконі.

### Сільське господарство

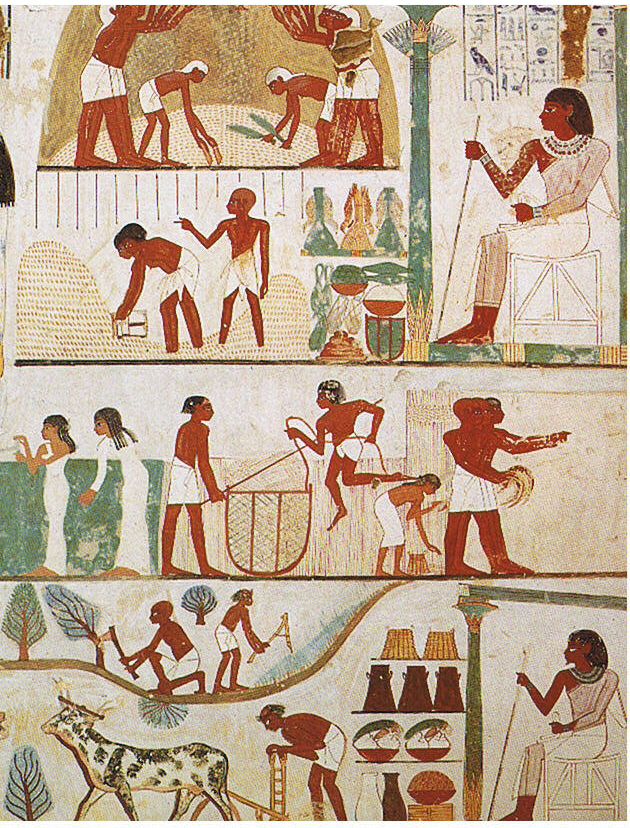
Рельєф у гробниці TT52, на якому зображено працівників, що під керівництвом наглядача орють поле, збирають врожай, обмолочують зерно.

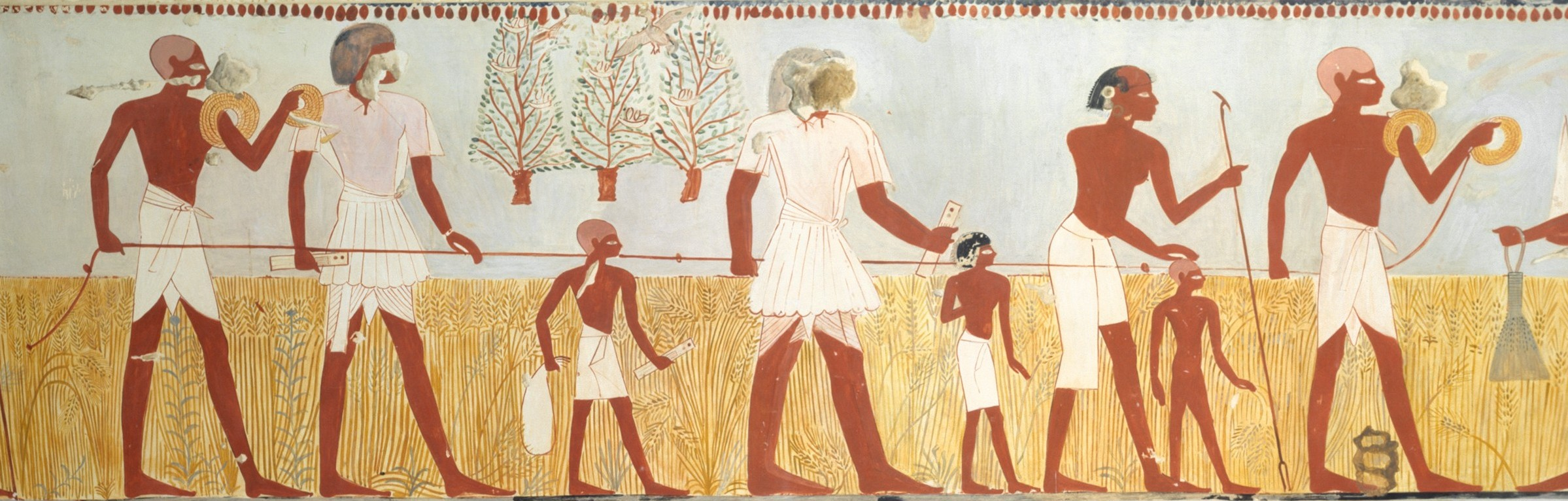
Зважування та облік врожаю, зображені на настінному розписі в гробниці TT69 у Фівах (Вісімнадцята Династія).

Успіхові стародавньої єгипетської культури сприяло поєднання вигідних географічних особливостей, найважливішою з яких був багатий родючий ґрунт, утворений внаслідок щорічного розливу річки Ніл. Отож, давні єгиптяни були здатні виробляти надлишок їжі, що дозволяло населенню витрачати більше часу і ресурсів на культурну, технологічну та художню діяльність. Землеустрій мав у Стародавньому Єгипті вирішальне значення, адже податки нараховували на підставі кількості землі, яка належала особі.
Сільське господарство в Єгипті залежало від циклу Нілу. Єгиптяни виокремлювали три сезони: Ахет (водопілля), Перет (сівба) і Шему (збирання врожаю). Сезон повіді тривав з червня по вересень, залишаючи на березі річки шар багатого на мінерали мулу, який ідеально підходив для вирощування культур. Після того, як повідь відступала, з жовтня до лютого тривав вегетаційний період. Землероби орали та засівали поля, зрошуючи їх за допомогою канав і каналів. Опадів було небагато, тому для поливу рослин селяни покладалися на Ніл. З березня по травень селяни серпами жали врожай, потім його обмолочували ціпами, щоб відділити полову від зерен. Далі віялкою видували полову з-поміж зерна, яке або перемелювали на борошно, або варили з нього пиво, або зберігали для подальшого використання.
Стародавні єгиптяни культивували полбу і ячмінь, а також низку інших зернових. Зі всіх них готували два основні харчові продукти, хліб і пиво. Льон вирощували заради волокон у його стеблах. Рослини виривали з коренем до початку цвітіння. Потім волокна відділяли одне від одного уздовж стебел і пряли з них нитки, з яких ткали тканини. З папірусу, що росте на берегах Нілу, виготовляли папір. Овочі та фрукти вирощували на городах, що були поблизу населених пунктів і на узвишші, тому їх доводилося поливати вручну. Серед овочів були: цибуля-порей, часник, дині, гарбузи, боби, салат та інші культури. А ще був виноград, з якого робили вино.

#### Тварини

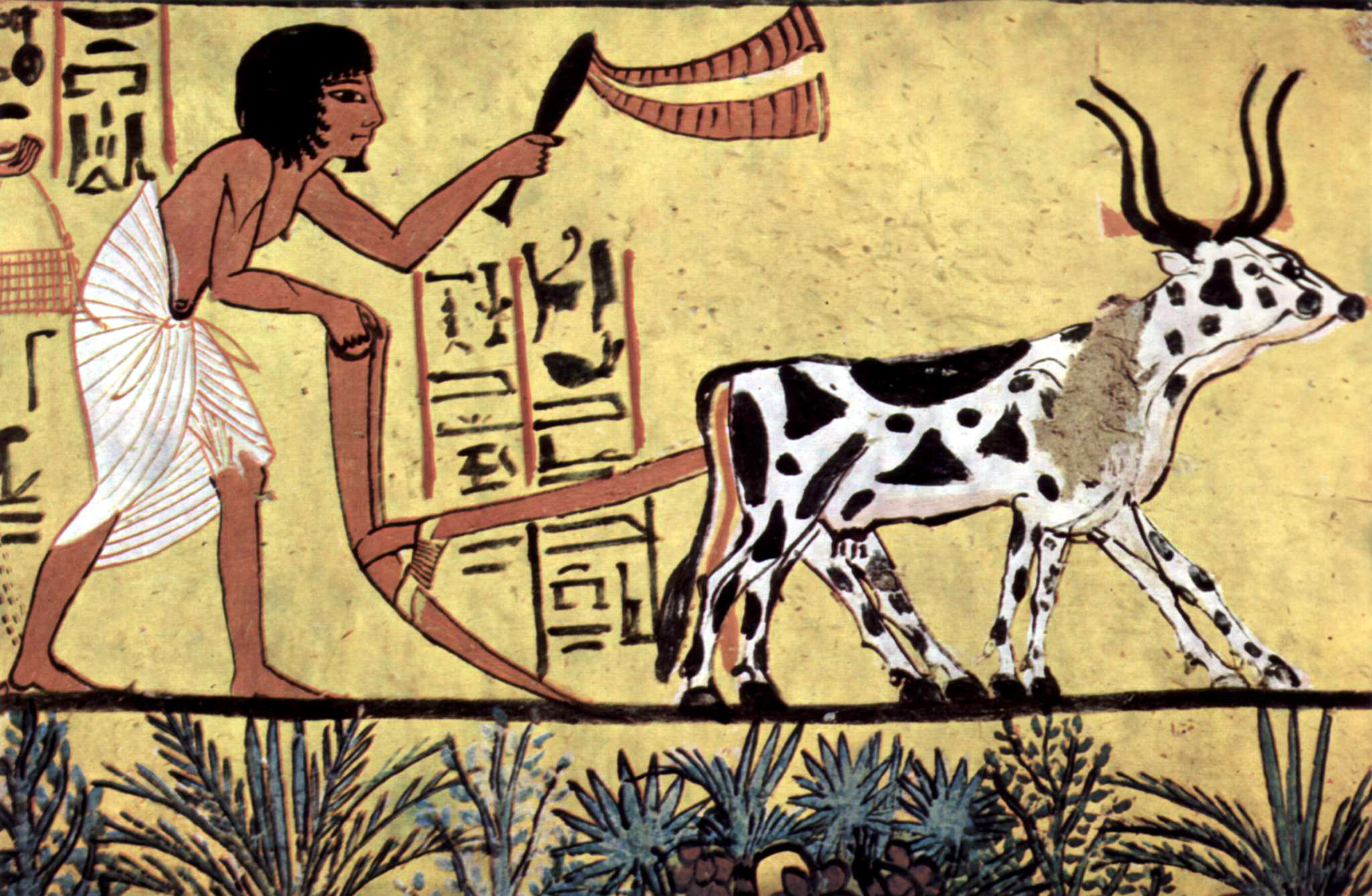
Сеннеджем оре свої поля парою волів, яких використовували як в'ючних тварин і джерело їжі.

Єгиптяни вірили, що гармонійні взаємини між людьми і тваринами це неодмінна складова космічного порядку; отож, людей, тварин і рослин вважали ланками єдиного цілого. Тварини, що одомашнені, що дикі, були для стародавніх єгиптян вкрай важливим джерелом духовності, спілкування і прожитку. Велика рогата худоба була найважливішим видом худоби; адміністрація регулярно робила переписи худоби, щоб стягувати податки, а розмір стада показував престиж та значущість маєтку або храму, якому воно належало. Крім великої рогатої худоби, стародавні єгиптяни тримали овець, кіз і свиней. Птахів, як-от качок, гусей, голубів, ловили тенетами й плодили на фермах, де їх силоміць відгодовували тістом. Ніл забезпечував рибою вдосталь. Бджіл теж було одомашнено, принаймні не пізніше часів Стародавнього царства. Вони давали мед і віск.
Стародавні єгиптяни використовували ослів і волів як в'ючних тварин, а також щоб виорати поле і втоптати насіння в ґрунт. Крім того, забій відгодованого вола був центральною частиною ритуалу жертвопринесення. Коней принесли з собою гіксоси в другому проміжному періоді. Верблюди були відомі ще від часів Нового царства, але в'ючними тваринами стали лише в період Пізнього царства. Певні свідчення дозволяють припустити, що й слонів деякий час використовували в Пізньому царстві, але здебільшого відмовилися від них через брак пасовищних земель. Собаки, кішки та мавпи були поширеними домашніми тваринами, тоді як більш екзотичні домашні тварини, імпортовані з серця Африки, наприклад, леви з території Субсахарської Африки, були прерогативою королівської сім'ї. Геродот зазначав, що єгиптяни були єдиним народом, який тримав тварин у житлах. У період Пізнього царства було надзвичайно популярне поклоніння богам в їхній тваринній подобі, наприклад, богині-кішці Баст і богові-Ібісу Тоту, й цих тварин плодили на фермах з метою ритуального жертвопринесення.

### Природні ресурси
Єгипет має великі поклади будівельного та декоративного каміння, мідної та свинцевої руди, золота та напівдорогоцінного каміння. Ці природні ресурси дозволяли стародавнім єгиптянам будувати пам'ятники, ліпити статуї, виготовляти знаряддя праці та ювелірні вироби. Бальзамувальники для муміфікації використовували солі з Ваді-Натрун, звідки також брали гіпс, з якого робили штукатурку. Рудовмісні скельні утворення були розташовані у віддалених, негостинних ваді в Східній пустелі й на Синаї, і щоб добути знайдені там природні ресурси, потрібні були великі експедиції під контролем держави. Були великі золоті копальні в Нубії, і одна з перших відомих мап — це мапа золотої копальні в цьому регіоні. Ваді-Хаммамат був помітним джерелом граніту, грауваки та золота. Кремінь був першим мінералом, який збирали й виготовляли з нього інструменти, а кременеві сокири — найперші свідчення проживання в долині Нілу. Валуни цього мінералу акуратно розщеплювали, щоб виготовити помірно тверді та довговічні ножі й наконечники стріл, навіть після того, як для цього почали застосовувати мідь. Стародавні єгиптяни одними з перших почали виготовляти косметику з мінералів, наприклад сірки.
Єгиптяни розробляли поклади свинцевої руди галеніту в Гебель Росас, щоб зробити грузила для тенет, виски та маленькі фігурки. Мідь була найважливішим металом для виготовлення інструментів у Стародавньому Єгипті. Її виплавляли в печах з малахітової руди, яку добували на Синайському півострові. Працівники збирали золото, намиваючи самородки з осаду в алювіальних відкладах, або ж шляхом більш трудомісткого процесу розтирання і промивання золотовмісного кварциту. В період Пізнього царства у Верхньому Єгипті розробляли поклади залізної руди. Високоякісні будівельні камені були в достатку в Єгипті; давні єгиптяни добували вапняк по всій долині Нілу, граніт — в Асуані, а базальт і піщаник — у ваді в Східній пустелі. Родовища декоративних каменів, таких як порфір, граувака, алебастр і сердолік, були розкидані по Східній пустелі і їх розробляли ще до Першої династії. У птолемеївський і римський періоди рудокопи розробляли родовища смарагдів у Ваді Сікаїт і аметистів у Ваді ель-Худі.

### Торгівля

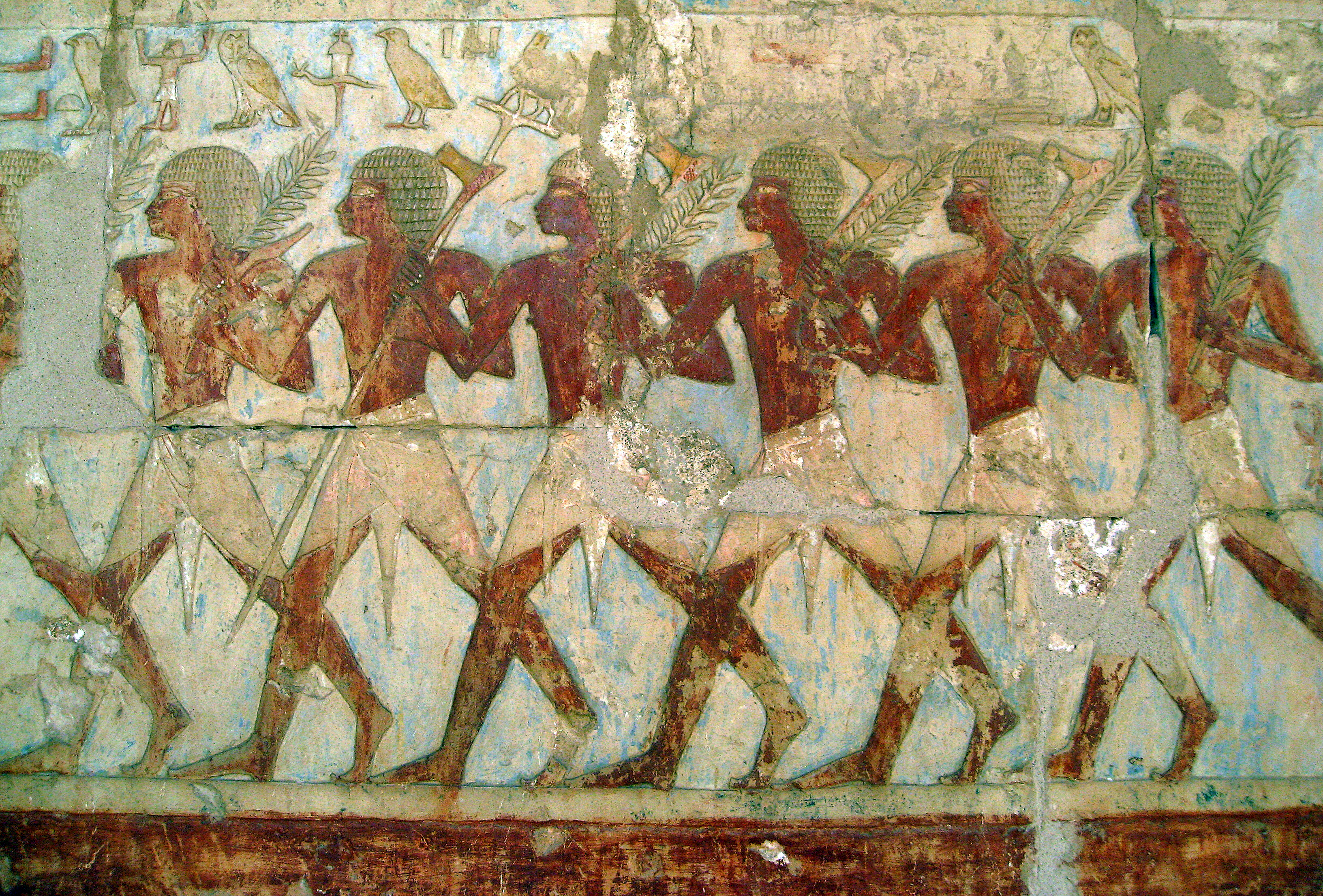
Торговельна експедиція Хатшепсут до країни Пунт

Торгівля з закордонними сусідами дозволяла стародавнім єгиптянам діставати рідкісні, екзотичні товари, яких не було в Єгипті. У Додинастичний період вони налагодили торгівлю з Нубією, щоб одержувати золото і ладан. Крім того, встановили торгові зв'язки з Палестиною, про що свідчать вази для олії в палестинському стилі, знайдені в похованнях фараонів Першої династії. Ще незадовго до появи Першої династії єгипетська колонія існувала в південній частині Ханаану. Нармер керував виробництвом єгипетської кераміки в Ханаані й експортував її назад до Єгипту.
Не пізніше Другої династії торгівля Стародавнього Єгипту з Біблом стала ключовим джерелом якісної деревини, якої не було в Єгипті. На час п'ятої династії торгівля з Пунтом забезпечувала золотом, ароматичними смолами, ебеновим деревом, слоновою кісткою та дикими тваринами, як-от мавпами та бабуїнами. Єгипет покладався на торгівлю з Анатолією для отримання основної маси олова, а також додаткового постачання міді, як металів, необхідних для виготовлення бронзи. Стародавні єгиптяни цінували синій камінь лазурит, який доводилося імпортувати з далекого Афганістану. Середземноморськими торговими партнерами Єгипту були Греція і Крит, які постачали, серед іншого, оливкову олію.

## Мова

### Історичний розвиток
Єгипетська мова належить до північних афразійських мов і тісно пов'язана з берберськими та семітськими мовами. Вона має другу найдовшу відому історію серед усіх мов (після шумерської), писемні тексти від бл. 3200 р. до н. е. до середніх віків, і залишалася розмовною мовою ще довше. Історію стародавньої єгипетської мови поділяють на такі етапи: староєгипетська, середньоєгипетська (класична), новоєгипетська, демотична і коптська. Єгипетські писання не показують діалектних відмінностей до періоду коптської мови, хоча, можливо, регіональні діалекти існували навколо Мемфіса і, пізніше, Фів.
Мова Стародавнього Єгипту була синтетичною, але пізніше стала більш аналітичною. В новоєгипетській мові розвинулись префіксальні визначений та невизначений артиклі, які замінили старі словозмінювальні суфікси. Відбувся перехід від старішого порядку слів присудок–підмет–прямий додаток до новішого підмет–присудок–прямий додаток. Єгипетські ієрогліфічна, ієратична і демотична абетки зрештою поступилися місцем фонетичній коптській абетці. Коптську мову ще й досі вживають у літургії Коптської православної церкви, а її сліди трапляються в сучасній єгипетській арабській.

### Звуки і граматика
Староєгипетська, подібно до інших афразійських мов, мала 25 приголосних. До них належали глоткові та емфатичні приголосні, глухі та дзвінкі проривні, глухі фрикативні, а також глухі та дзвінкі африкати. Було три довгі та три короткі голосні, а в новоєгипетській їх стало приблизно дев'ять. Основу слова в єгипетській мові, подібно до семітських і берберських, становлять трилітерні та дволітерні корені з приголосних і напівприголосних. Слова утворюються додаванням суфіксів. Дієслова відмінюються за особами. Наприклад, триприголосна основа S-Ḏ-M є семантичним ядром слова «чути»; його базовим відмінюванням є sḏm — «він чує». Якщо підмет — іменник, то суфікси не додаються до дієслова: sḏm ḥmt — «жінка чує».
Прикметники утворюються від іменників за допомогою процесу, який єгиптологи називають нісбацією (через подібність єгипетської мови до арабської). Порядок слів присудок–підмет у дієслівних та прикметникових реченнях, і підмет–присудок в іменникових та прислівникових реченнях. Підмет може пересуватись на початок речення, якщо воно довге і за ним йде узагальнювальний займенник. Заперечна форма дієслова та іменника утворюється за допомогою частки n, але в прислівникових і прикметникових реченнях уживається nn. Наголос падає на останній чи передостанній склад, який може бути відкритим (CV) або закритим (CVC).

### Письмо

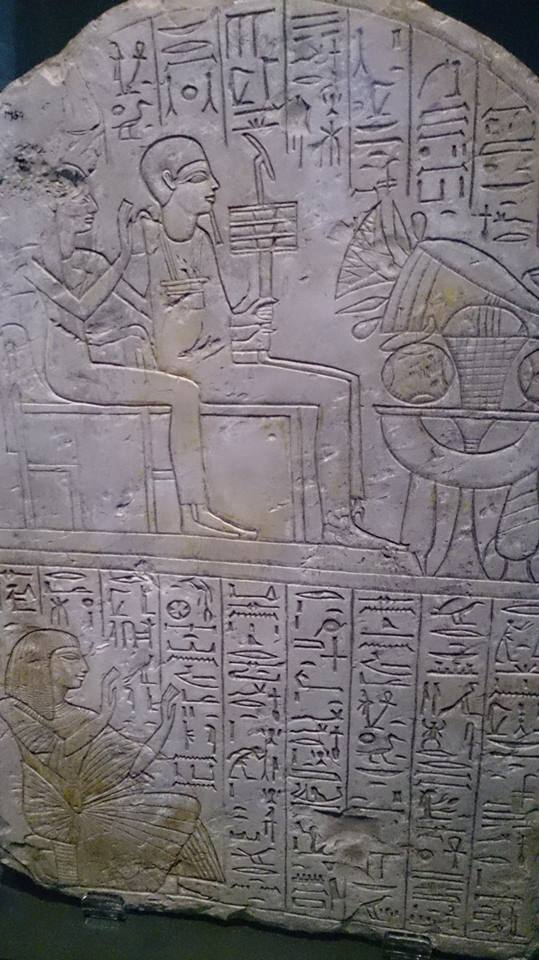
Ієрогліфи на похоронній стелі в Манчестерський музей

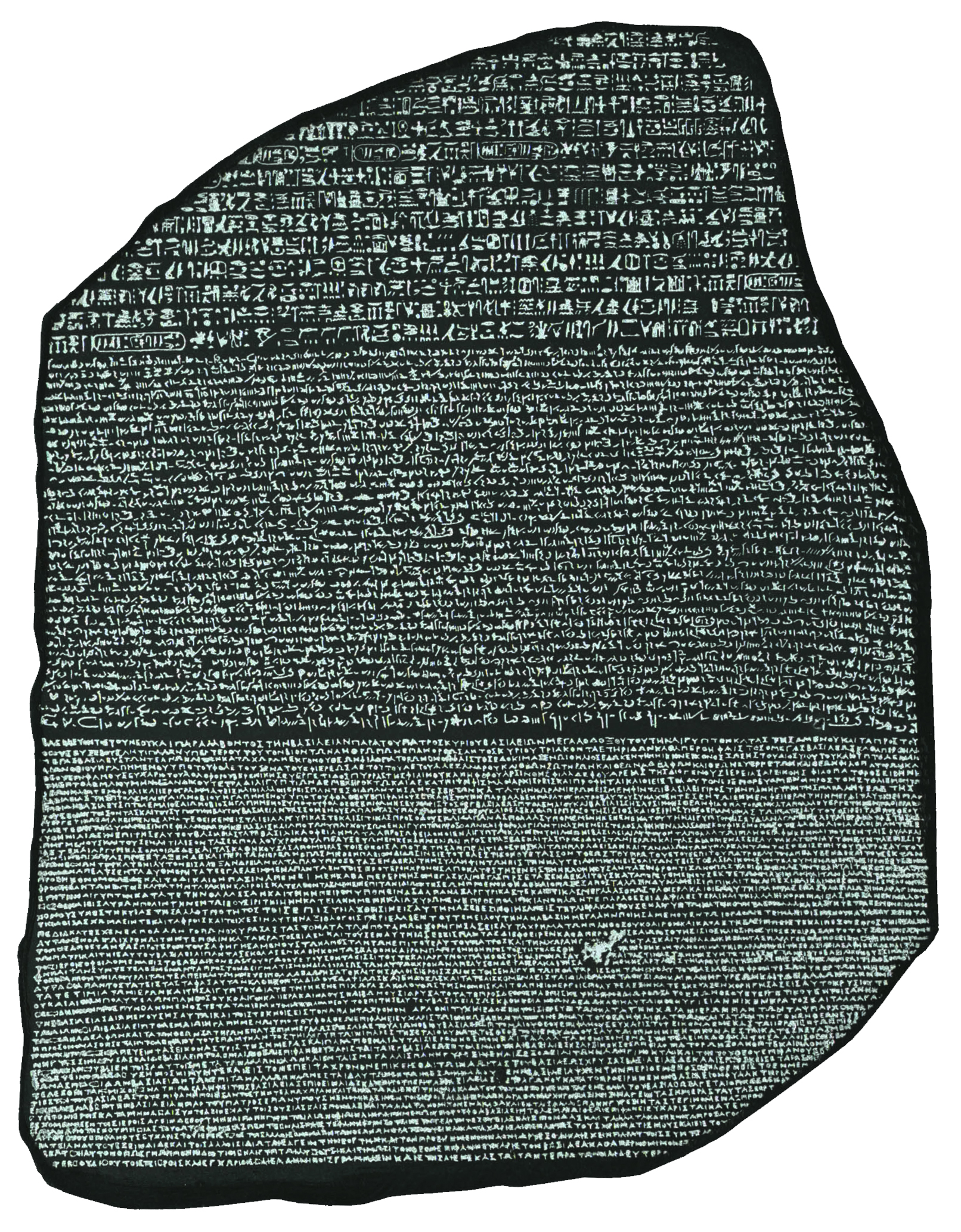
Розетський камінь (близько 196 р. до н. е.) дозволив лінгвістам почати процес розшифрування ієрогліфів.

Ієрогліфічне письмо з'явилося приблизно 3000 р. до н. е. До його складу входять сотні символів. Ієрогліф може передавати слово, звук або бути невимовним детермінативом. Один і той самий символ може виконувати різні функції в різних контекстах. Офіційним стилем письма було ієрогліфічне. Ним писали на кам'яних пам'ятниках і гробницях. Ієрогліфи бували такі ж деталізовані, як окремі твори мистецтва. У повсякденному писанні писарі вживали скорописний стиль письма, що називалось ієратичним, яке було швидшим і легшим для написання. Якщо офіційні ієрогліфи можуть читатись у рядках або стовпцях у будь-якому напрямку (хоча, як правило, написані справа наліво), то ієратичне письмо завжди написане справа наліво, зазвичай горизонтальними рядками. Новий стиль письма, демотичний, став найпоширенішим, і саме він, опріч офіційних ієрогліфів, супроводжує грецький текст на Розетському камені.
Приблизно в першому столітті нашої ери поряд з демотичним письмом почали застосовувати коптську абетку. Вона являє собою модифіковану грецьку абетку з додаванням деяких демотичних знаків. Хоча офіційні ієрогліфи застосовували в церемоніальних текстах аж до четвертого століття, але наприкінці лише жменька жерців все ще вміла їх читати. Знання ієрогліфічної писемності практично втратилося разом з закриттям традиційних релігійних установ. Спроби її розшифрувати припадають на візантійський та ісламський періоди в Єгипті, але лише в 1820-х роках, після відкриття Розетського каменя та багаторічних досліджень Томаса Янга і Жана-Франсуа Шампольйона, ієрогліфи вдалося в основному розшифрувати.

## Культура

### Повсякдення

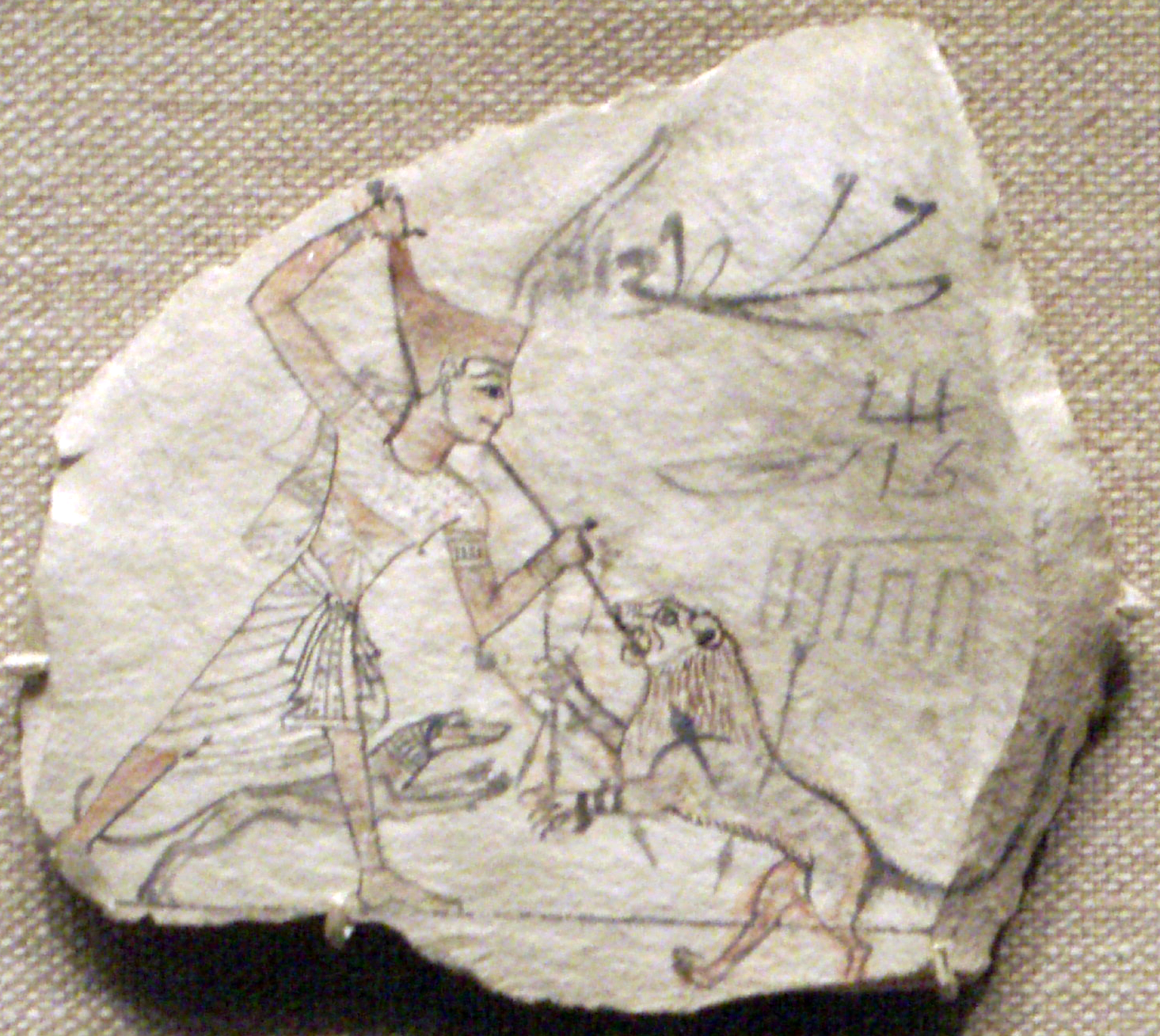
Остракон: полювання на лева зі списом і собакою

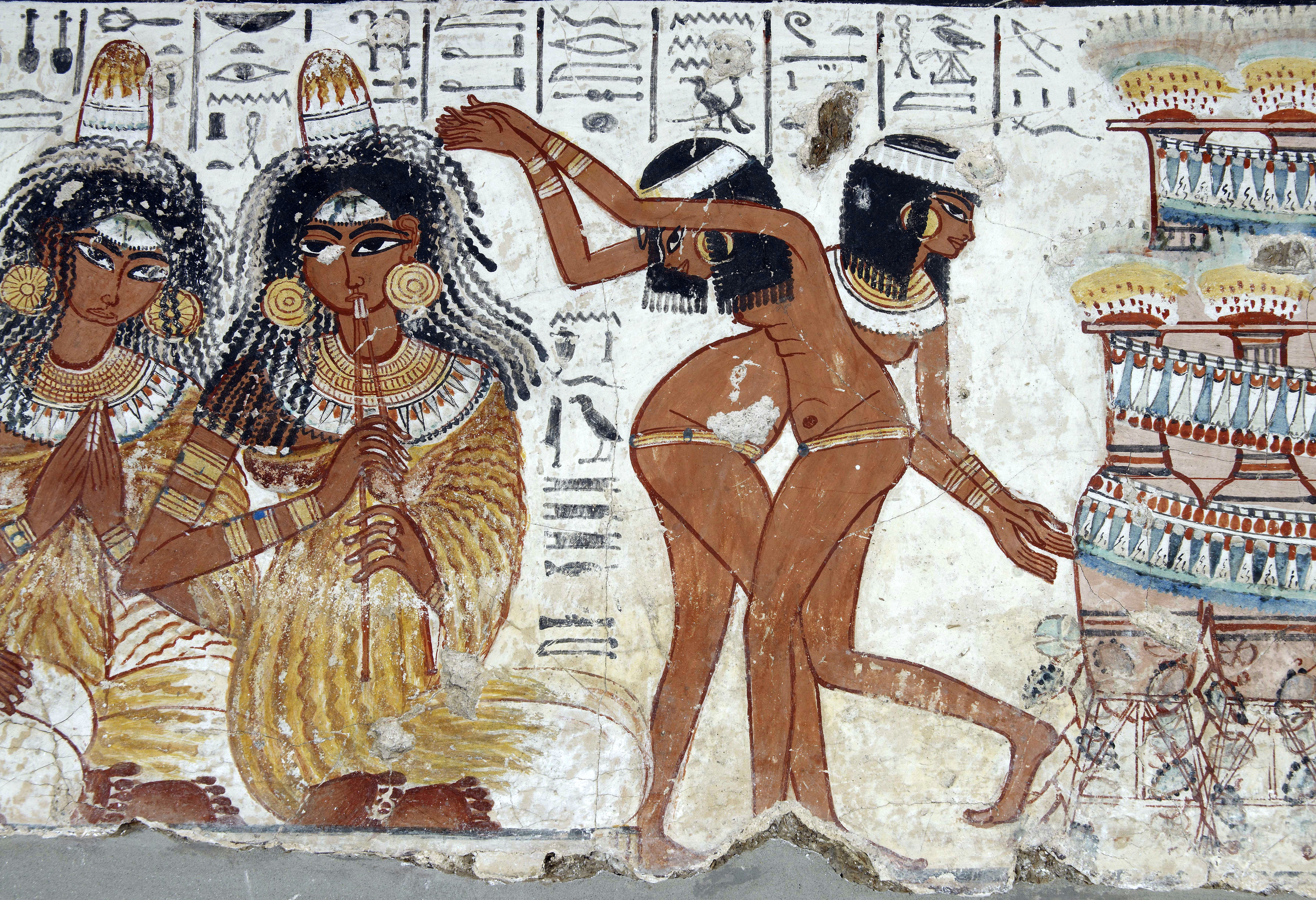
Стародавні єгиптяни влаштовували свята і фестивалі, що супроводжувалися музикою й танцями. Гробниця писаря Небамуна

Більшість стародавніх єгиптян були землероби. У спільних житлах проживали тільки найближчі родичі. Їх будували з саману і проєктували так, щоб вони залишалися прохолодними в спекотний день. Кожен будинок мав кухню з відкритим дахом, у якій були жорна для розмелювання зерна і невелика піч для випікання хліба. Стіни фарбували в білий колір, а бувало покривали їх фарбованими лляними гобеленами. Підлоги застеляли очеретяними килимками, а меблями слугували дерев'яні стільці, підняті над підлогою ліжка, а також особисті столи.
Стародавні єгиптяни надавали великого значення гігієні й зовнішньому вигляду. Більшість з них купалися в Нілі й милися пастоподібним милом з тваринного жиру та крейди. Чоловіки голили все тіло заради чистоти; парфуми та ароматичні мазі приховували неприємні запахи й заспокоювали шкіру. Одяг виготовляли з простих лляних тканин, пофарбованих у білий колір. Як чоловіки, так і жінки з вищих верств носили перуки, ювелірні прикраси і використовували косметику. Діти ходили голяка до настання зрілості (приблизно до 12 років), тоді чоловікам робили обрізання й стригли наголо. Мати доглядала за дітьми, а батько забезпечував сімейний дохід.
Музика і танець були популярними розвагами серед тих, хто міг собі їх дозволити. Серед ранніх інструментів були флейти та арфи, а пізніше з'явилися інструменти на кшталт сурм, гобоїв і труб. В епоху Нового царства єгиптяни грали на дзвіночках, цимбалах, бубнах, барабанах, а також імпортованих з Азії лютнях та лірах. Систр, звук якого нагадує брязкання, був особливо важливий у релігійних церемоніях.
Стародавні єгиптяни розважалися в різний спосіб, зокрема грали в ігри та слухали музику. Сенет — настільна гра, в якій фігури пересували згідно з кидками гральних кісток, була особливо популярною з давніх-давен; іншою аналогічною грою була мехен, яка мала кругову ігрову дошку. «Собаки та шакали», яку також називали «58 отворів» — ще один приклад настільної гри в Стародавньому Єгипті. Перший повний набір цієї гри було виявлено у фіванській гробниці єгипетського фараона Аменемхета IV, який належав до 13-ї династії. Серед дітей були популярні жонглювання та ігри з м'ячем, а на стінах гробниці в Бені-Хасан описано боротьбу. Крім того, заможні члени єгипетського суспільства розважались полюванням і плаванням на човнах.
Розкопи поселення ремісників Дейр-ель-Медіна принесли одне з найретельніше задокументованих свідчень про життя громади в стародавньому світі, яке охоплює майже чотириста років. Немає жодного подібного місця, в якому організація, соціальні взаємодії, умови праці та життя громади були б вивчені так докладно.

### Кухня
Єгипетська кухня майже не змінилася з часом. Й справді, кухня сучасних єгиптян у чомусь дуже нагадує кухню їхніх пращурів. Основний раціон складався з хліба і пива, з додаванням овочів на кшталт цибулі та часнику, а також фруктів, як-от фініків та інжиру. Кожен міг скуштувати вина і м'яса на свята, верхи ж себе могли побалувати й частіше. Рибу, м'ясо і птицю вживали в соленому або сушеному вигляді, а ще могли тушкувати або смажити на грилі.

### Архітектура

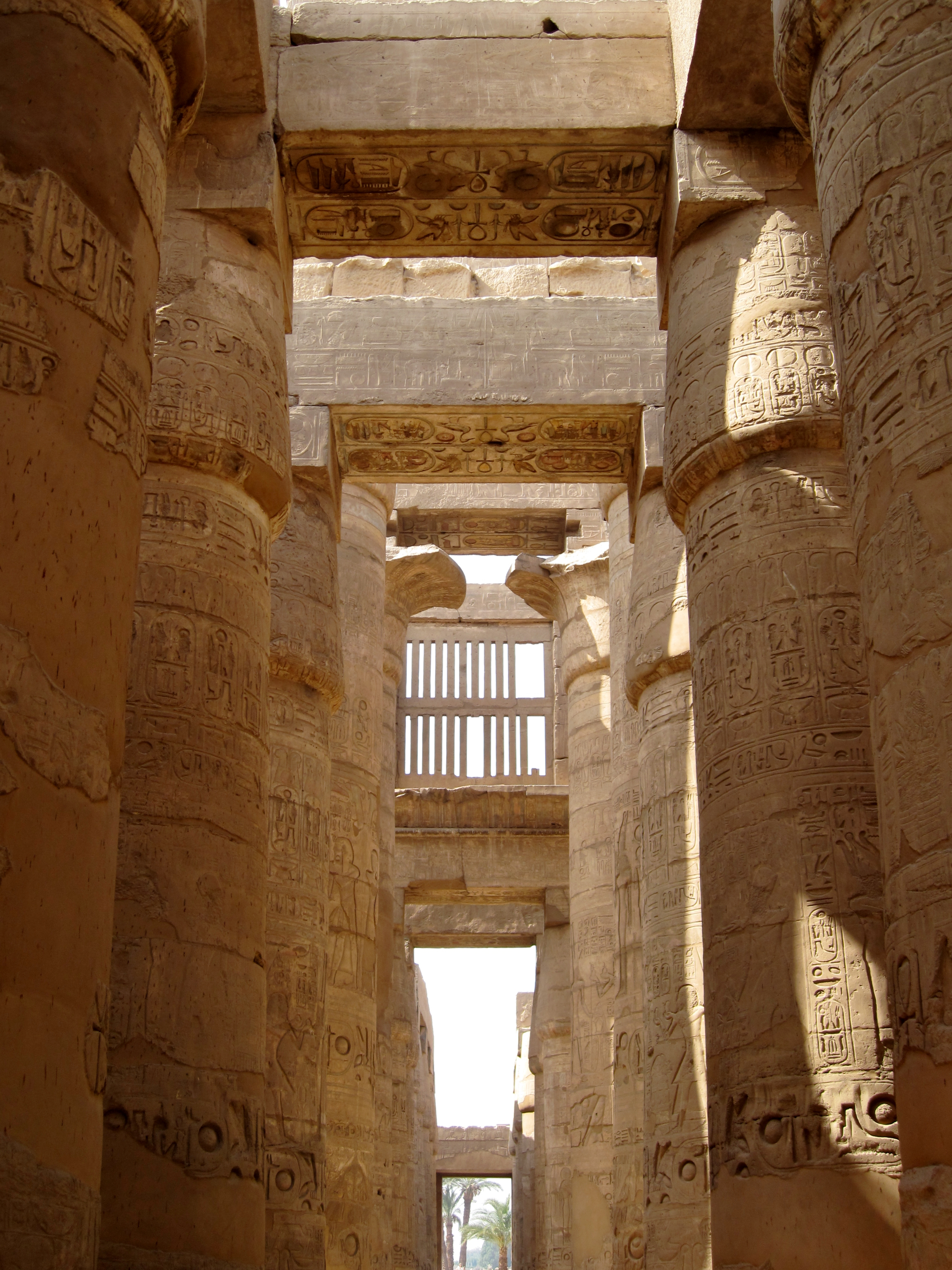
Гіпостильні зали Карнакського храму побудовано з рядів грубих колон, що підпирають стельові балки.

Архітектура стародавнього Єгипту представлена одними з найвідоміших споруд у світі: Великими пірамідами в Гізі й храмами у Фівах. Будівельні проєкти держава організовувала й фінансувала для зведення релігійних споруд і пам'ятників, а також щоб скріпити всеохопну владу фараона. Стародавні єгиптяни були майстерні будівельники. Застосовуючи лише прості, але дієві інструменти для роботи й розмітки майданчика, архітектори могли будувати великі кам'яні споруди з великою акуратністю і точністю, яким можна позаздрити навіть сьогодні.
Житла для еліти і простих єгиптян будували з недовговічних матеріалів, таких як глиняна цегла й дерево, тому вони не збереглися. Селяни жили в простих домах, тоді як палаци для еліти й фараона мали складнішу будову. Кілька збережених палаців Нового царства, подібні до тих, що в Малкаті й Амарні, мають пишно прикрашені стіни та підлогу з зображеннями людей, птахів, води, божеств і геометричним орнаментом. Важливі будівлі, як-от храми й гробниці, що мали існувати вічно, зроблені з каменя, а не глиняної цегли. Похоронний комплекс Джосера, який є першою масштабною кам'яною будівлею у світі, має такі архітектурні елементи, як підпірки та перемички з мотивом папірусу й лотоса.
Найбільш ранні зі збережених стародавніх єгипетських храмів, наприклад ті що в Гізі, складаються з окремих, закритих зал з даховими перекриттями, що їх підпирають колони. В Новому царстві архітектори додали пілон, відкритий двір і закриту гіпостильну залу в передній частині храмового святилища, стиль, який був стандартним до греко-римського періоду. Найдавнішим і найпопулярнішим типом архітектури гробниць Стародавнього царства була мастаба — прямокутна споруда з плоским дахом з цегли або каменя, збудована над підземною поховальною камерою. Східчаста піраміда Джосера являє собою низку кам'яних мастаб, розміщених одна на одній. Піраміди побудовано в часи Старого і Середнього царств, а більшість пізніших правителів відмовилися від них на користь менш помітних, вирубаних у скелях, гробниць. Використання пірамідальної форми тривало в сімейних склепових каплицях Нового царства і в царських пірамідах Нубії.

### Мистецтво

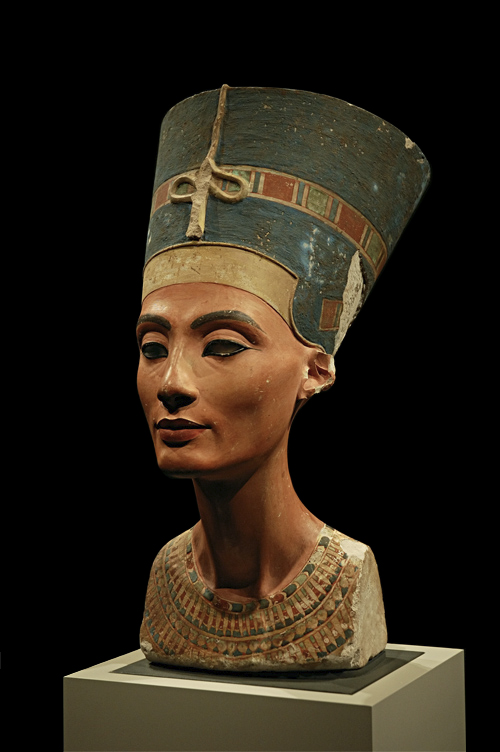
Погруддя Нефертіті роботи скульптора Тутмоса, один з найвідоміших шедеврів давньоєгипетського мистецтва.

У стародавніх єгиптян мистецтво було покликане виконувати певні функції. Упродовж понад 3500 років митці були вірні мистецьким формам та іконографії, розробленим ще в період Стародавнього царства, дотримуючись суворого набору принципів, які чинили опір іноземному впливові й внутрішнім змінам. Ці художні стандарти, — прості лінії, форми, і плоскі ділянки кольору в поєднанні з характерною плоскою проєкцією фігур, без жодних натяків на просторову глибину — створювали відчуття порядку і рівноваги в композиції. Зображення та текст тісно переплітались на стінах могил і храмів, трунах, стелах і навіть статуях. Наприклад, зображені на Палеті Нармера фігури можна водночас читати і як ієрогліфи. Завдяки жорстким правилам, які регулювали високо стилізований і символічний вигляд давньоєгипетського мистецтва, воно точно і зрозуміло виконувало свої політичні та релігійні функції.
Стародавні єгипетські ремісники висікали статуї та витончені барельєфи з каменя, але могли використовувати й дерево, як дешевший і легше оброблюваний матеріал. Фарби добували з таких мінералів, як залізні руди (червону і жовту вохру), мідні руди (синю і зелену), сажа чи деревне вугілля (чорну) і вапняк (білу). Фарби бувало змішували з гуміарабіком як сполучним матеріалом і спресовували в коржі, які можна було за потреби змочити водою.
На своїх барельєфах фараони зображали перемоги в бою, релігійні сцени і записували царські укази. Звичайним громадянам були доступні предмети поховального мистецтва, на кшталт фігурок ушебті й книг мертвих, що, як їм здавалося, захистять їх у загробному житті. У могилах часів Середнього царства часто трапляються дерев'яні або глиняні фігурки, що змальовують сцени з повсякденного життя. Покликані відтворити життя в загробному світі, ці фігурки зображують різноробів, будинки, човни, і навіть військові формування, як прообрази ідеального загробного світу Стародавнього Єгипту.
Попри однорідність стародавнього єгипетського мистецтва, стилі конкретного часу і місця іноді віддзеркалювали зміну культурних і політичних поглядів. Після нашестя гіксосів під час другого проміжного періоду, в Аварісі з'явилися фрески в мінойському стилі. Найяскравіший приклад політично керованої зміни художніх форм припадає на амарнський період, коли фігури зазнали кардинальних змін, щоб відповідати революційним релігійним ідеям Ехнатона. Цей стиль, відомий як Амарнське мистецтво, скоро покинули після смерті Ехнатона і повернули традиційні форми.

### Релігійні переконання

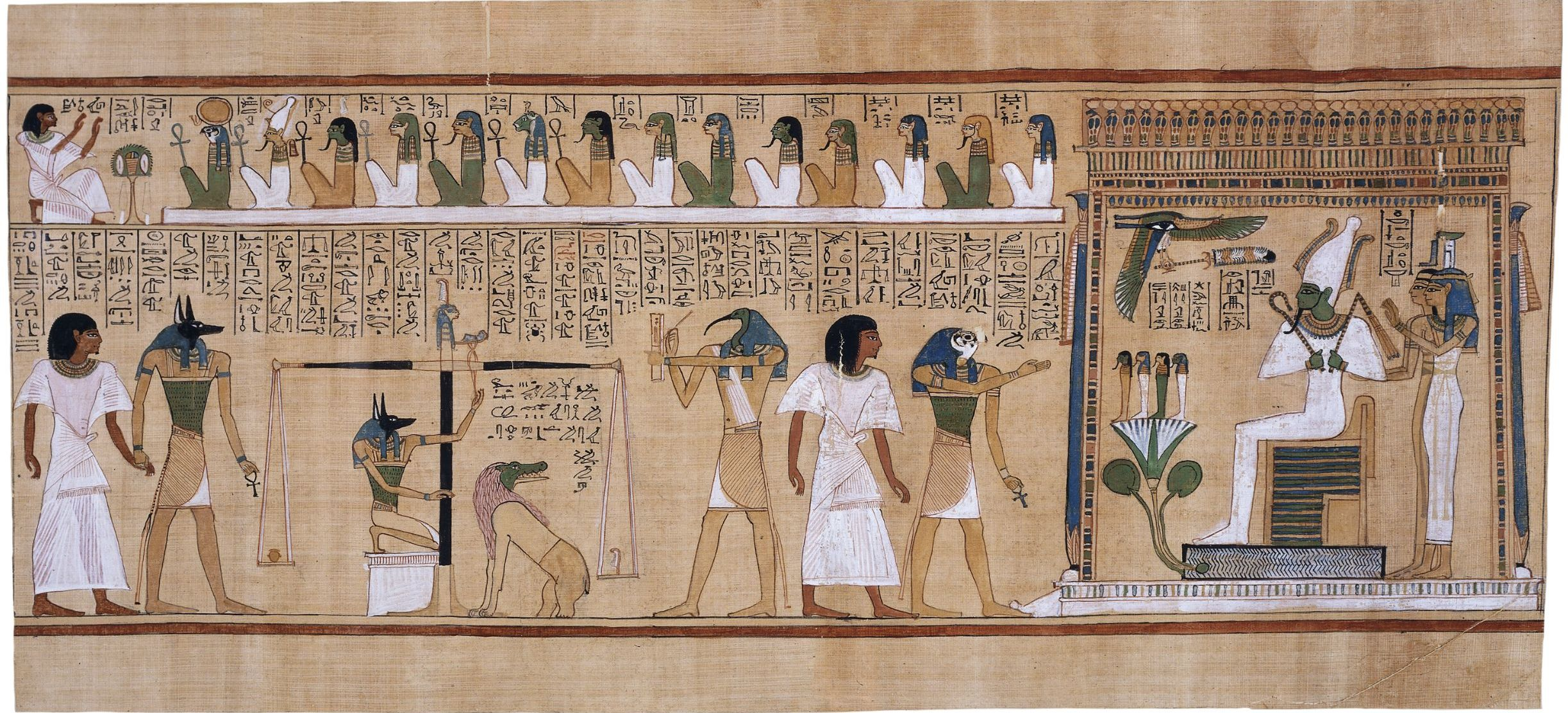
Книга мертвих була настановою померлому для подорожі загробним світом.

Віра в богів і загробне життя були притаманні стародавній єгипетській цивілізації від моменту її зародження; правління фараонів опиралось на божественне право царів. Єгипетський пантеон населяли боги, які володіли надприродними здібностями, і яких кликали на допомогу чи для захисту. Однак єгиптяни не завжди розглядали богів як доброзичливців, і вважали, що їх потрібно задобрювати підношеннями й молитвами. Структура цього пантеону постійно змінювалась разом з тим, як нові божества вивищувались в ієрархії, а жерці не намагались організувати різноманітні й часом суперечливі міфи та оповіді в цілісну систему. Ці розмаїті уявлення про божественне не вважали суперечливими, а розглядали їх як шари в багатогранній реальності.

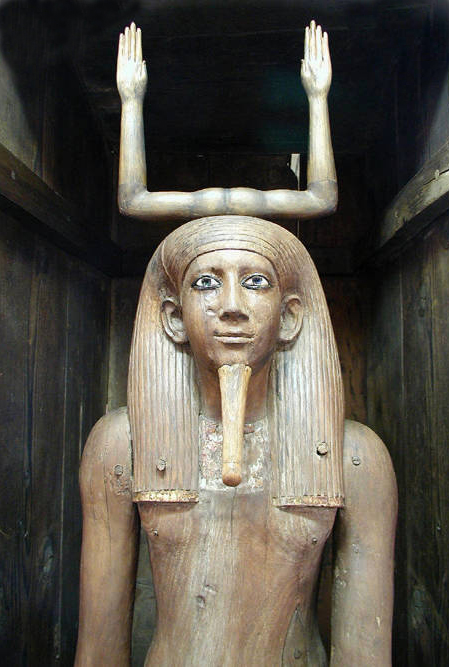
Статуя Ка забезпечувала тілесну оболонку для оприявлення Ка.

Богам поклонялися в культових храмах, що перебували у віданні жерців, які проповідували від царського імені. У центрі храму стояла культова статуя в раці. Храми не були місцями громадських богослужінь або зборів і лише на свята й урочистості раку зі статуєю божества виносили назовні для загального поклоніння. Зазвичай божі володіння були закриті для зовнішнього світу й туди мали доступ лише служителі храму. Прості громадяни могли поклонятися приватним статуям у себе вдома, а від сил Хаосу захищали амулети. Після Нового царства роль фараона як духовного посередника відійшла на другий план, а релігійні звичаї змістилися в бік прямого поклоніння богам. У підсумку жерці розробили систему оракулів, які повідомляли волю богів безпосередньо людям.
Єгиптяни вірили, що кожна людина складається з фізичних і духовних частин або аспектів. Окрім тіла (хат), кожна людина мала šwt (тінь), ба (особистість або душу), ка (життєву силу) та ім'я. Серце, а не мозок, вважали вмістилищем думок і емоцій. Після смерті духовні аспекти відокремлювалися від тіла й могли рухатися за власним бажанням, але вони вимагали постійної оселі у вигляді власних останків (або їх замінника, наприклад, статуї). Кінцевою метою покійного було злитися зі своїми ка та ба й стати одним з «блаженних мертвих», що живуть як akh, або «effective on». Для того, щоб це сталося, покійному потрібно було успішно пройти суд, на якому серце мало важити менше, або так само, як «перо істини». У цьому випадку покійний вважався гідним і міг продовжити своє існування на землі в духовній формі.

### Поховальні звичаї

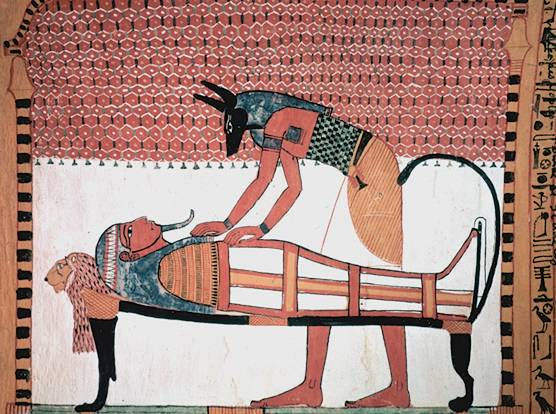
Анубіс - давньоєгипетський бог, пов'язаний з муміфікацією й поховальними обрядами; тут він доглядає за мумією.

Стародавні єгиптяни мали складну сукупність поховальних звичаїв, які, на їхню думку, були потрібні, щоб забезпечити безсмертя після смерті. Це такі процедури, як збереження тіла шляхом муміфікації, виконання поховальних обрядів, а також поховання разом з тілом предметів, які покійний використовуватиме в потойбічному житті. Тіла, що їх ховали в пустельних ямах ще до настання Стародавнього царства, зберігалися природним шляхом завдяки десикації. Впродовж усієї історії Стародавнього Єгипту посушливі умови пустелі були благом для поховань бідноти, що не могла дозволити собі таких ретельних поховальних приготувань, які були в розпорядженні еліти. Заможні єгиптяни стали ховати своїх мерців у кам'яних гробницях і застосовувати штучну муміфікацію, яка складалася з таких етапів: видалення внутрішніх органів, огортання тіла в лляні тканини й закриття його всередині прямокутного кам'яного саркофага або дерев'яної труни. Починаючи з четвертої династії, деякі частини зберігались окремо в канопах.

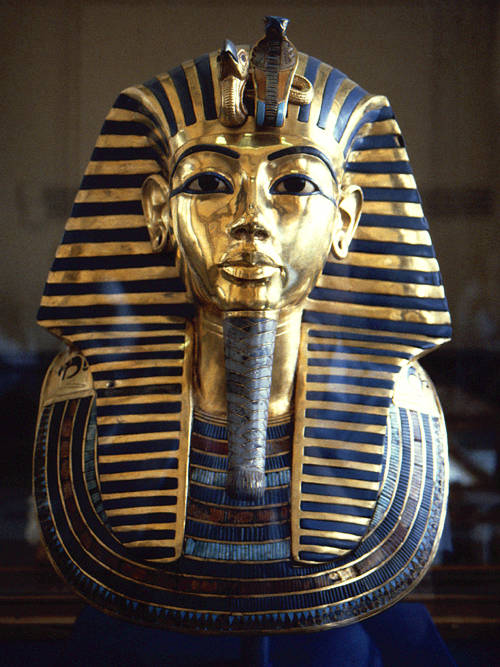
Гробниці фараонів начиняли незліченними скарбами, прикладом яких є Золота маска мумії Тутанхамона.

Станом на початок Нового царства стародавні єгиптяни вже вдосконалили мистецтво муміфікації; найкраща процедура забирала 70 днів і передбачала видалення внутрішніх органів, видалення мозку через ніс, а також десикації в суміші солей під назвою натрон. Потім тіло загортали в лляну тканину, між шарами якої вставляли захисні амулети, і поміщали в прикрашену людиноподібну труну. Мумії Нового царства також поміщали в пофарбовані картонажні чохли. В птолемеївську та римську епохи дійсні практики консервації занепали, зате більшу увагу звертали на зовнішній вигляд мумії, яку оздоблювали.
Багатих єгиптян ховали разом з великою кількістю предметів розкоші, але всі поховання, незалежно від соціального статусу, містили певні предмети для померлого. Часто в могилу поміщали похоронні тексти і, починаючи з Нового царства, туди почали також класти фігурки ушебті, які, на їхню думку, мали виконувати за них ручну працю в загробному житті. Поховання супроводжувались ритуалами, які зображували магічне воскресіння покійного. Після похорону живі родичі мали іноді приносити їжу до гробниці й читати молитви за покійного.

## Військова справа

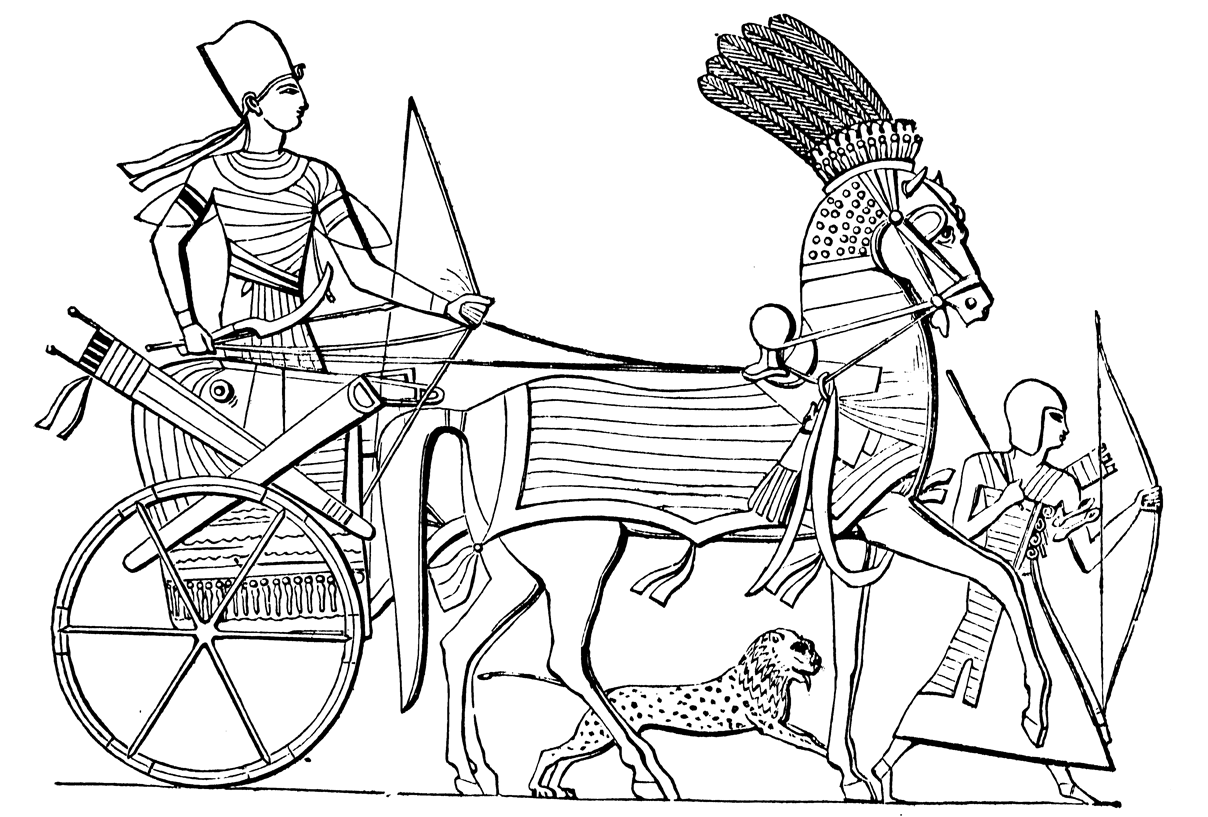
Колісниця

Стародавнє єгипетське військо відповідало за захист Єгипту від чужоземного вторгнення, а також за підтримку панування Єгипту на Стародавньому Близькому Сході. Військо захищало гірничі експедиції на Синай у період Стародавнього царства і воювало в громадянських війнах під час першого та другого проміжних періодів. Воно слідкувало за підтриманням укріплень вздовж важливих торгових шляхів, наприклад тих, що знайдені в місті Бухен на шляху до Нубії. Форти будувались, щоб служити військовими базами, наприклад, фортеця в Сіле, яка була базовим табором для експедиції до Леванту. У Новому царстві низка фараонів застосовували регулярне єгипетське військо, щоб атакувати й підкорити Куш і частини Леванту.
Типове військове обладнання складалося з лука та стріл, списів, а також щитів з круглим верхом, зроблених з натягнутої на дерев'яну раму шкіри тварин. У Новому царстві військові почали використовувати колісниці, принесені раніше гіксоськими загарбниками. Зброя і броня поліпшувалися й далі після засвоєння бронзи: щити тепер робили з твердої деревини з бронзовими умбонами, списи мали бронзові наконечники, а хопеш перейнято від азійських солдатів. Фараона зазвичай зображали у літературі й мистецтві коли він їде на чолі в́ійська. Одні припускають, що принаймні кілька фараонів, як-от Таа II Секененра та його сини, так і робили. Інші ж навпаки кажуть, що «царі цього періоду особисто не командували на передовій своїм військом й не воювали разом з ним». Солдатів вербували з-поміж широких верств населення, але під час і особливо після епохи Нового царства в єгипетське військо брали найманців з Нубії, Кушу та Лівії.

## Технологія, медицина і математика

### Технологія

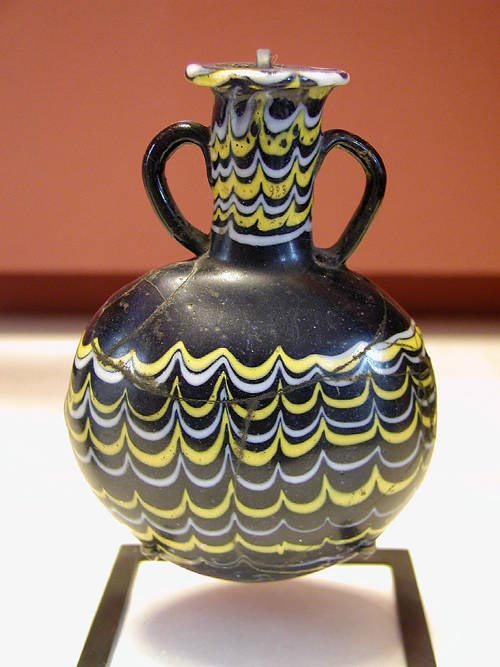
Склоробство було високорозвиненим мистецтвом.

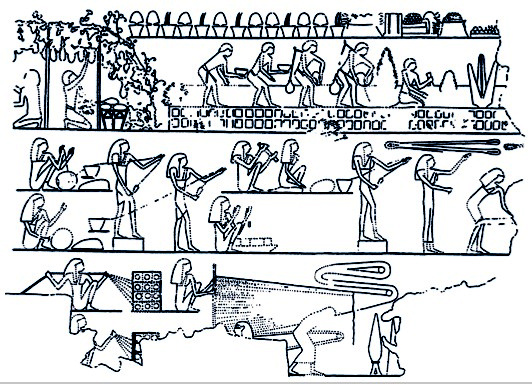
Давньоєгипетське зображення жінок, які займаються механічним виготовленням мотузок, перше графічне свідчення цього ремесла, показано у двох нижніх рядах ілюстрації

У галузях технології, медицини та математики Стародавній Єгипет досяг відносно високого рівня продуктивності та витонченості. Єгиптові приписують винахід традиційного емпіризму, про що свідчать папіруси Едвіна Сміта й Еберса (бл. 1600 р. до н. е.). Єгиптяни створили власну абетку і десяткову систему числення.

### Фаянс і скло

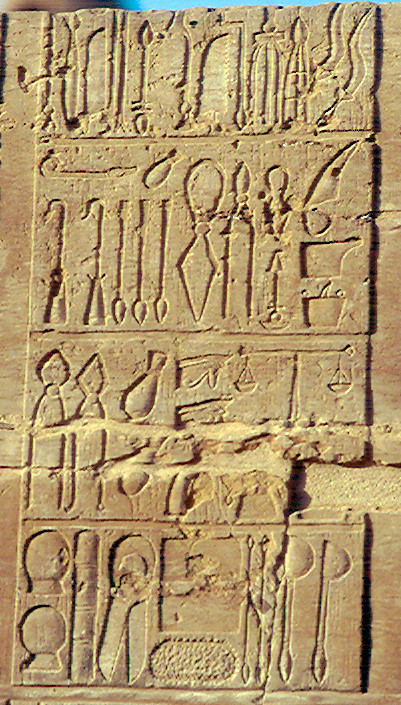
Стародавні єгипетські медичні інструменти, зображені на написах Птолемеївського періоду на стінах храму в Ком-Омбо

Ще до початку Стародавнього царства єгиптяни розробили склоподібний матеріал, відомий як фаянс, який вони розглядали як різновид штучного напівдорогоцінного каменю. Фаянс — це не глиняна кераміка, зроблена з діоксиду кремнію, невеликої кількості вапна і соди, а також барвника, зазвичай міді. З цього матеріалу виготовляли намисто, плитку, статуетки та галантерейні товари. Існувало декілька методів виробництва фаянсу, але, зазвичай глиняну основу покривали пастоподібним матеріалом, а потім обпалювали. За схожою технікою стародавні єгиптяни виготовляли барвник, знаний як єгипетський синій, що його ще називають синій фрит, який створювали шляхом сплавлення (або спікання) діоксиду кремнію, міді, вапна і лугу, як-от натрону. Продукт можна було подрібнювати й застосовувати як барвник.
Стародавні єгиптяни вміли з великою майстерністю виготовляти широкий спектр предметів зі скла, але достеменно невідомо, чи цей процес вони розробили самостійно. Також незрозуміло, чи вони робили своє власне сире скло, чи тільки імпортували попередньо виготовлені зливки, які потім розплавлювали й обробляли. Однак, вони безперечно мали технічні знання щодо створення виробів, а також вміли додаванням мікроелементів контролювати колір скляного виробу. Серед кольорів, які вони вміли одержувати, були: жовтий, червоний, зелений, синій, фіолетовий і білий, а скло могло бути як прозорим, так і матовим.

### Медицина
Медичні проблеми стародавніх єгиптян безпосередньо випливали з особливостей їхнього довкілля. Життя та праця неподалік від Ніла обумовлювали ризик заразитись малярією й виснажливими паразитами шистосомозами, які пошкоджували печінку й кишковий тракт. Небезпечні тварини, такі як крокодили й бегемоти, теж становили звичайну загрозу. Довічна праця в сільському господарстві й на будівництві спричиняла навантаження на хребет і суглоби, а травми, отримані на будівництві та в бою, завдавали істотної шкоди організмові. Піщинки в борошні, змеленому за допомогою кам'яних жорен, стирали зуби, залишаючи їх сприйнятливими до абсцесів (хоча карієс траплявся нечасто).
Раціон багатіїв був багатий на цукри, які сприяли розвиткові пародонтозу. Попри гарні фігури, зображені на стінах гробниць, повнота мумій багатьох представників вищого класу показує, що їхнє життя не було позбавлене розбещеності. Очікувана тривалість життя дорослих становила близько 35 років для чоловіків та 30 — для жінок, проте, досягнути зрілого віку було нелегко й приблизно третина населення помирала в дитинстві.

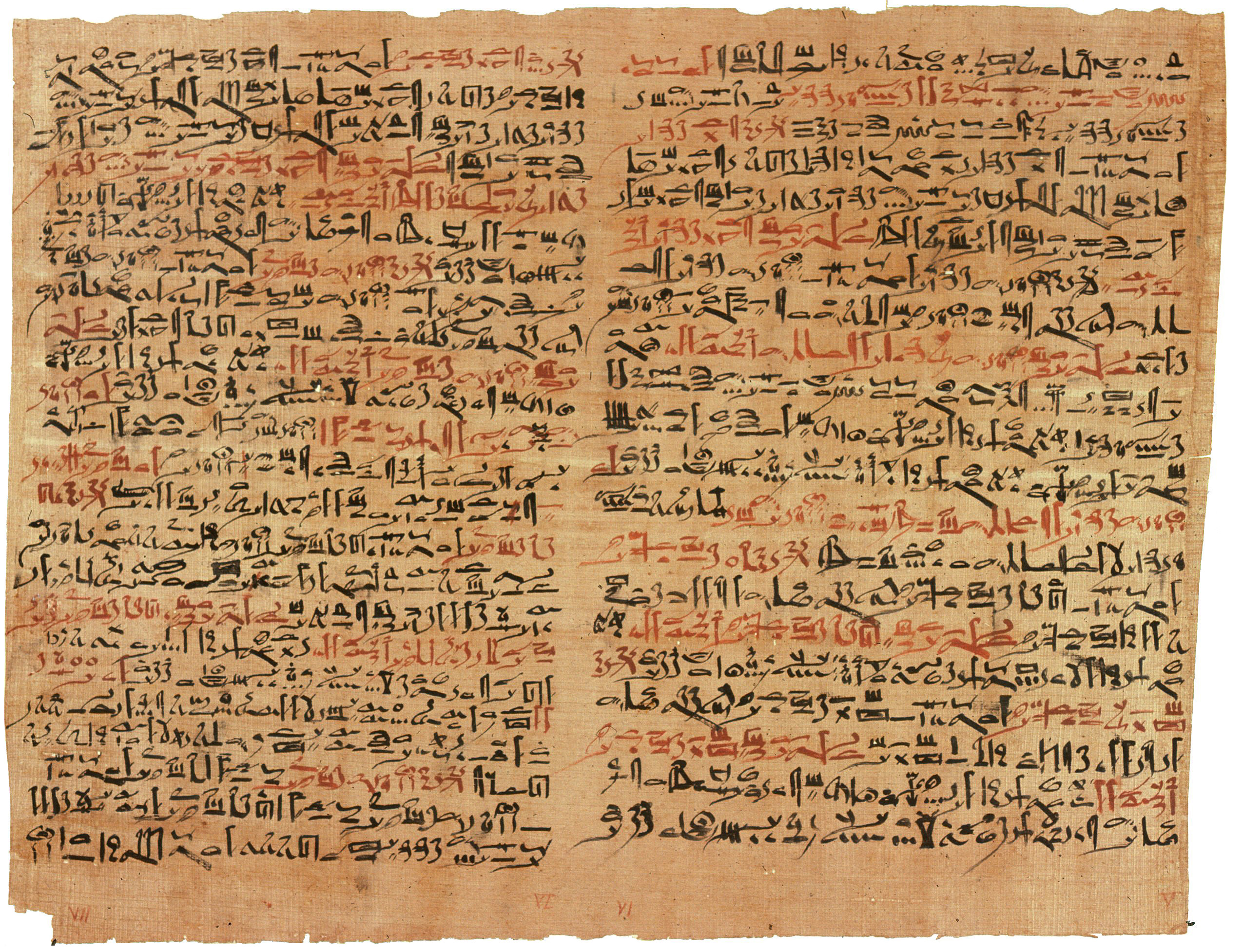
Хірургічний папірус Едвіна Сміта (бл. XVI століття до н. е.), написаний ієратичною абеткою. В ньому описано анатомію методи лікування.

На стародавньому Близькому Сході староєгипетські лікарі славилися своїм вмінням лікувати хвороби, а деякі з них, такі як Імхотеп, надовго зберегли посмертну славу. Геродот зазначав, що серед єгипетських лікарів існує високий ступінь спеціалізації, одні з них лікували лише голову чи живіт, тоді як інші були окулістами й стоматологами. Навчання лікарів відбувалося в закладах Per Ankh або «Будинках Життя», насамперед у тих, що мали штаб-квартиру в Бубастісі в період Нового царства, а також в Абідосі та Саїсі в період Пізнього царства. Медичні папіруси свідчать про емпіричні знання анатомії, травм і практичних методів лікування.
Щоб запобігти інфекції, на рани накладали сире м'ясо, білу лляну тканину, шви, сітки, прокладки і тампони, просочені медом, а для втамування болю вживали опіум, чебрець і беладону. В найбільш ранніх записах лікування опіків описано пов'язки, просочені молоком матерів немовлят чоловічої статі. Молитви звертали до богині Ісіди. Щоб запобігти інфекції від бруду в обпечених місцях, застосовували ще запліснявілий хліб, мед і солі міді. Часник і цибулю регулярно вживали, щоб зміцнювати здоров'я і вважали, що вони полегшують симптоми астми. Давньоєгипетські хірурги зашивали рани, вправляли зламані кістки й ампутували уражені кінцівки, але визнавали, що деякі травми такі серйозні, що можна лише полегшити страждання пацієнта, але не врятувати його.

### Мореплавні технології
Ранні єгиптяни вміли збирати корпус судна з дерев'яних дощок і ще за 3000 років до нашої ери освоїли передові для свого часу форми суднобудування. За інформацією Археологічного інституту Америки, найстарішими відомими дощатими кораблями є Абідоські човни. Групу з 14 виявлених в Абідосі кораблів побудовано з дерев'яних дощок, за технікою «зшитих суден». Єгиптолог Девід О'коннор з Нью-Йоркського університету виявив ткані мотузки, якими дошки зв'язано докупи, а папірусом і травою, набитими між дошками, законопачено шви. Позаяк кораблі закопано всі вкупі й біля могили, яка належить фараонові Хасехемуї, то спочатку вважали, що всі вони належали йому, але одне з 14 суден датується 3000 р. до н. е., і гончарні глечики, закопані разом з кораблями, також натякають на більш ранню дату. Судно, що датується 3000 р. до н. е., було 23 метри завдовжки й тепер припускають, що, можливо, належало більш ранньому фараонові, навіть Хор-Аха.
Стародавні єгиптяни володіли технологією з'єднування дерев'яних деталей кораблів за допомогою шипів та тибелів і використовували пек для конопачення швів. «Човен Хеопса», корабель завдовжки 43,6 метра, похований в розібраному стані в комплексі Пірамід Гізи біля підніжжя Піраміди Хеопса з четвертої династії близько 2500 року до н. е., це повнорозмірний збережений взірець, який, можливо, виконував ритуальну функцію сонячного барка.

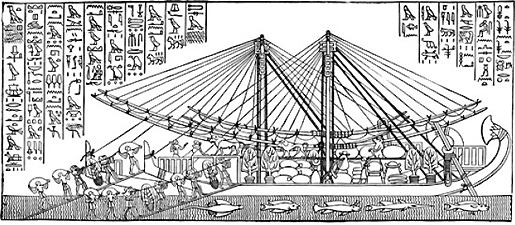
Морське судно на барельєфі в храмі Хатшепсут у Дейр-ель-Бахрі, де зображено експедицію в Пунт

Як відомо, єгиптяни інтенсивно використовували великі морські кораблі під час торгівлі з містами-державами східного Середземномор'я, особливо з Біблом (на узбережжі сучасного Лівану), і в кількох експедиціях вниз по Червоному морю до країни Пунт. І справді, одне із найбільш ранніх єгипетських слів для позначення морського судна — це «біблський корабель», яке спочатку означало клас єгипетських морських суден, що використовувались для подорожей до Бібла, однак на кінець Стародавнього царства цим терміном стали позначати великі морські судна, незалежно від їх призначення.
1977 року відкрито давній канал північ-південь, що тягнеться від озера Тимсах до озер Бала. Його віднесено до Середнього царства шляхом екстраполяції дат стародавніх пам'ятників, споруджених вздовж нього.
2011 року археологи з Італії, США, Єгипту під час розкопок висохлої лагуни, відомої як Мерса Гавасіс, розкопали сліди давньої гавані, з якої колись вирушали ранні подорожі, як-от експедиція Хатшепсут до Пунту у відкритий океан. Серед найяскравіших доказів мореплавного мистецтва стародавніх єгиптян - великі фрагменти кораблів і сотні футів мотузки, зробленої з папірусу, згорнутого у величезні згортки. У 2013 році на узбережжі Червоного моря в районі Ваді-ель-Джарф (приблизно за 110 км на південь від Суеца) франко-єгипетська команда археологів виявила, як вважають, найстаріший у світі порт, віком близько 4500 років, тобто часів царя Хеопса.

### Математика

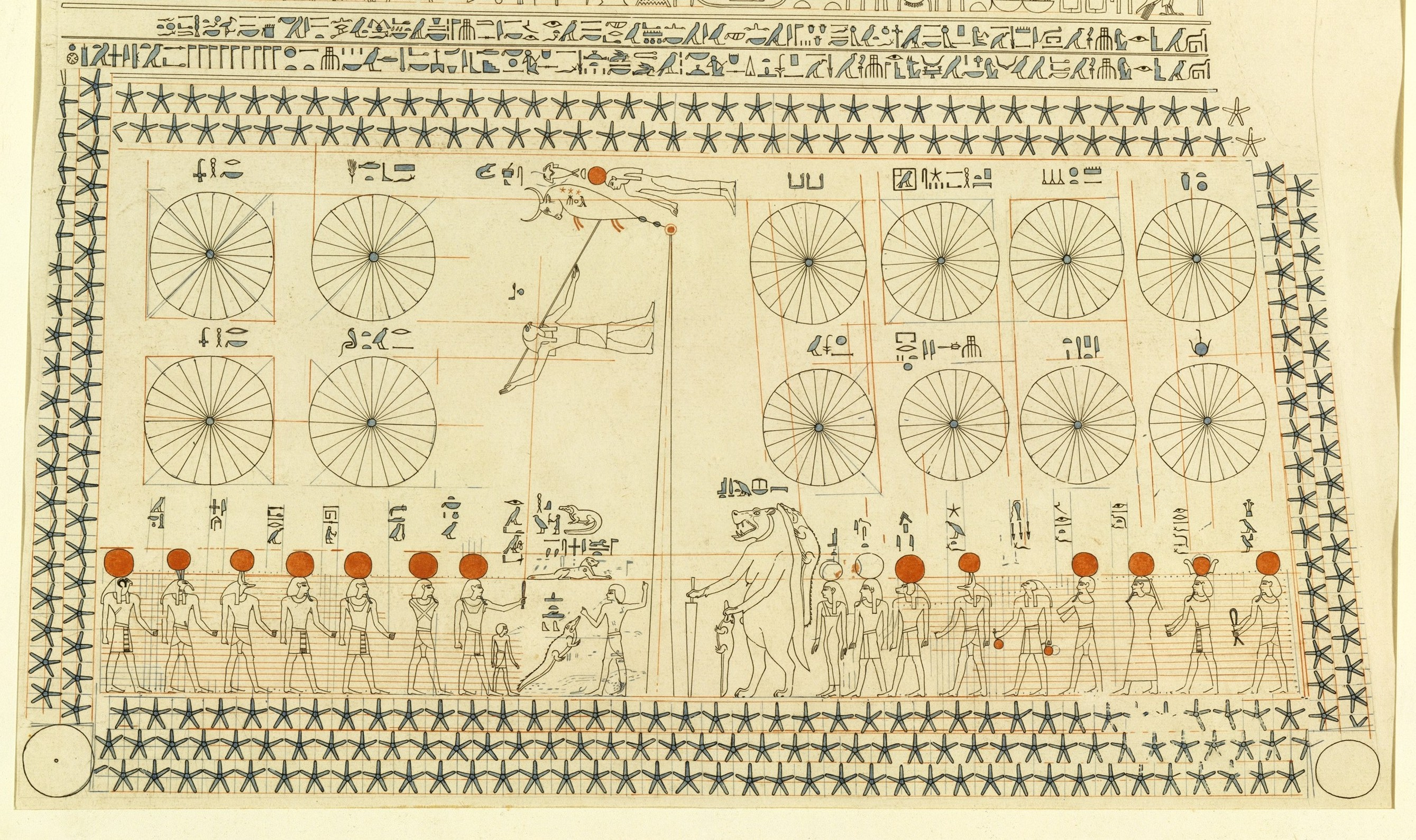
Астрономічна стеля в гробниці Сенемут, 18-та династія.

Найперші підтверджені приклади математичних розрахунків припадають на додинастичний період Накада і свідчать про цілком розвинену систему числення. Важливість математики для освіченого єгиптянина випливає з вигаданого листа, складеного в Новому царстві, в якому автор пропонує іншому писареві позмагатись у розв'язуванні повсякденних розрахункових задач, таких як облік землі, праці та зерна. Такі тексти як математичний Папірус Райнда і Московський математичний папірус доводять, що стародавні єгиптяни вміли виконувати чотири основні математичні дії: додавання, віднімання, множення і ділення, оперувати дробами, обчислювати площі прямокутників, трикутників і кругів, а також об'єми коробок, колон і пірамід. Вони володіли основними поняттями алгебри та геометрії й могли розв'язувати прості системи рівнянь.
Математична нотація була десятковою. Існували окремі ієрогліфічні знаки для кожного порядку: 1, 10, 100... і так до мільйона. Кожен з цих порядків треба було записувати стільки разів, скільки потрібно, щоб утворилось потрібне число. Наприклад, щоб написати число 80 або 800, символ 10 або 100 писали, відповідно, вісім разів. А що методи обчислень єгиптян не дозволяли працювати з дробами, в яких чисельник більший за одиницю, то їм доводилося записувати дріб у вигляді суми декількох дробів. Наприклад, вони розбивали дві п'ятих на суму одна третя + одна п'ятнадцята. Стандартні таблиці значень полегшували такі дії. Проте деякі звичайні дроби записували за допомогою спеціального символу, наприклад, праворуч показано відповідник сучасних двох третіх.
Стародавні єгипетські математики знали теорему Піфагора як емпіричну формулу. Вони знали, наприклад, що трикутник має прямий кут навпроти гіпотенузи, якщо його сторони співвідносяться як 3-4-5. Вони вміли обчислити площу кола шляхом віднімання однієї дев'ятої від його діаметра і піднесення результату до квадрата:
формула площа ≈ [(8⁄9)D]2 = (256⁄81)r 2 ≈ 3.16r 2 є цілком прийнятним наближенням до формули πr 2.
Золотий перетин, як видається, знаходить своє втілення в багатьох єгипетських спорудах, зокрема пірамідах, але його використання може бути ненавмисним наслідком давньоєгипетської практики поєднувати застосування вузлової мотузки з інтуїтивним відчуттям пропорцій і гармонії.

## Населення
Грецький історик Геродот твердив, що стародавні єгиптяни нагадували людей з Колхіди (сучасна Грузія). Сучасні науковці значною мірою довели, що це твердження — вигадка.
Група вчених під керівництвом Йоганнеса Краузе зуміла 2017 року провести перше надійне секвенування геномів 90 муміфікованих осіб. Хоча й не остаточно, через обмеженість часу і місця в яких жили ці мумії, їх вивчення показало, що ці стародавні єгиптяни "нагадували населення стародавнього і сучасного Близького Сходу, особливо в країнах Леванту, і майже не мають спільної ДНК з населенням Субсахарської Африки. Більше того, геном мумій залишався на диво стійким навіть після того, як різні держави, зокрема нубійців, греків і римлян, підкорювали Єгипет. Потім, щоправда, якісь події змінили геном єгиптян. Приблизно 15-20 % ДНК сучасних єгиптян походить з Субсахарської Африки, тоді як в стародавніх мумій цей показник був лише на рівні 6-15 %.

## Спадщина
Культура і пам'ятки Стародавнього Єгипту залишили невмирущу спадщину у світі. Наприклад, культ богині Ісіди набув популярності в Римській Імперії разом з тим, як обеліски та інші реліквії перевозили до Риму. Крім того, римляни імпортували з Єгипту будівельні матеріали й зводили з них будівлі у єгипетському стилі. Ранні історики, на взірець Геродота, Страбона і Діодора Сицилійського вивчали цю землю й писали про неї, а римляни її згодом сприймали як місце, оповите таємницями.
У часи середньовіччя та відродження єгипетська язичницька культура була в занепаді після піднесення християнства, а потім Ісламу, але інтерес до єгипетської старовини тривав у працях середньовічних вчених, на кшталт Зуль-Нуна аль-Місрі і Макризі. У сімнадцятому та вісімнадцятому століттях європейські мандрівники й туристи привозили додому старожитності й писали розповіді про свої подорожі, що збурило хвилю єгиптоманії у всій Європі. Численні колекціонери вирушали до Єгипту, де вони забирали, купували, або їм віддавали багато важливих старожитностей. Наполеон організував перші дослідження з єгиптології. Він узяв з собою близько 150 вчених і художників для вивчення та документування природничої історії Єгипту, яку опубліковано в Описі Єгипту.
У XX ст. єгипетський уряд і археологи визнали важливість поваги до різних культур і цілісності під час розкопів. Вища рада старожитностей нині затверджує і курує всі розкопи, і вони спрямовані на пошук інформації, а не скарбів. Рада також курує музеї та програми реконструкції пам'ятників, спрямовані на збереження історичної спадщини Єгипту.

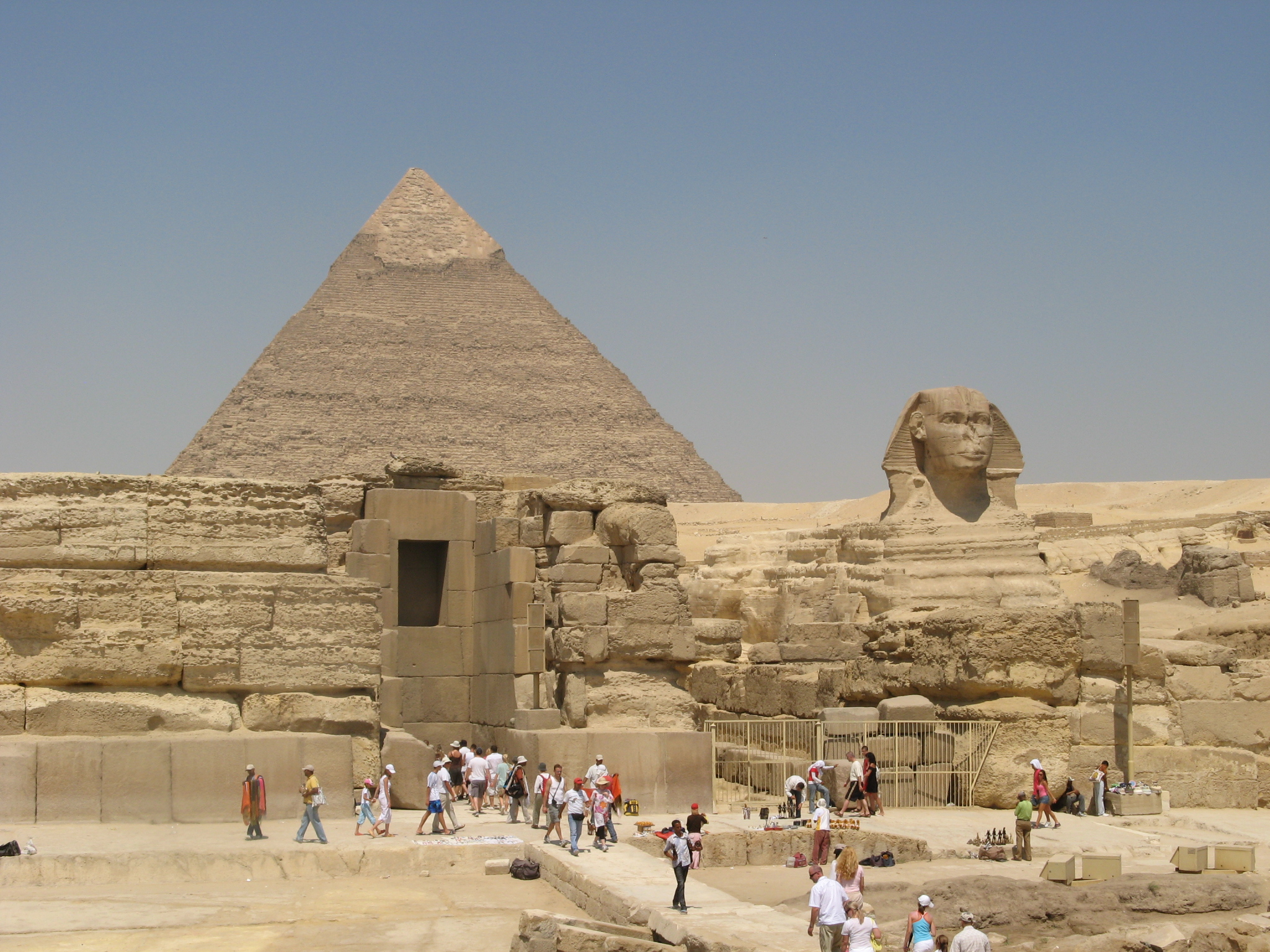
Туристи в комплексі Піраміди Хефрена біля Великого Сфінкса.
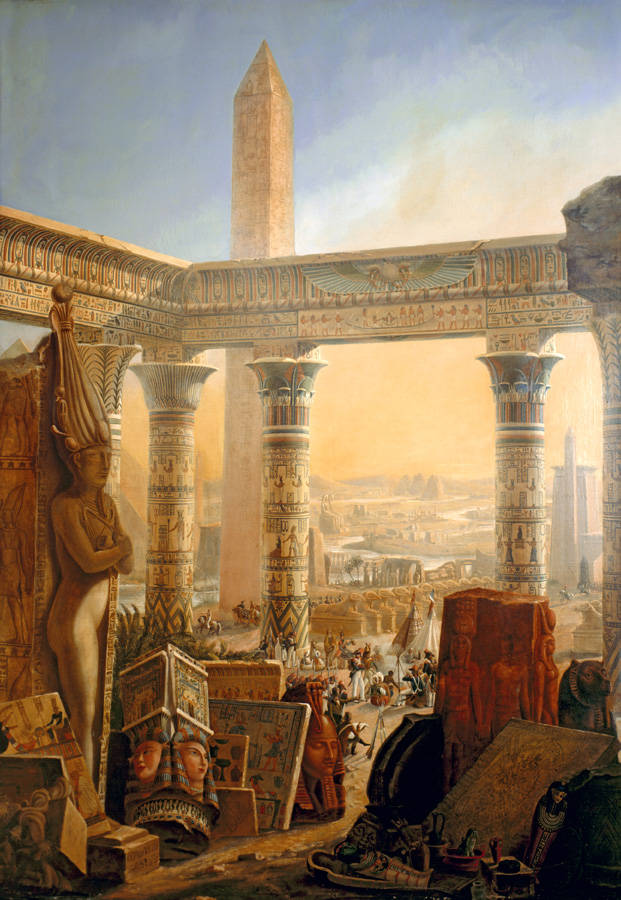
Фронтиспіс Опису Єгипту, опублікованого в 38 томах від 1809 до 1829 року.